# Історична демографія України
У статті описується історичну динаміку чисельності населення та інших демографічних та етномовних характеристик територій, які увійшли до складу України, а також фактори впливу на демографічні процеси.

## Історія

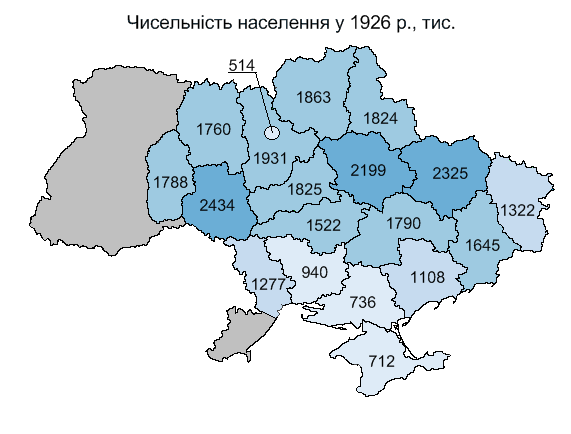
Чисельність населення в 1926 р.

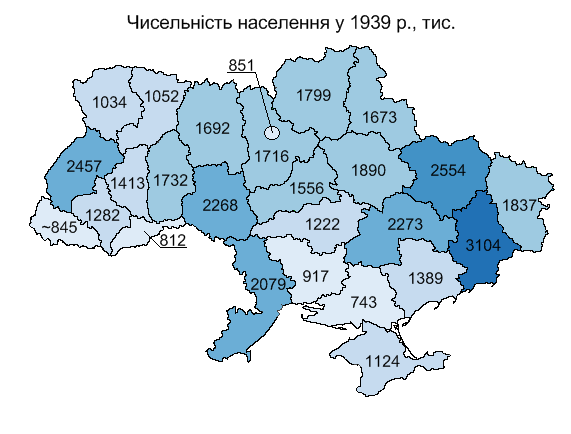
Чисельність населення в 1939 р.

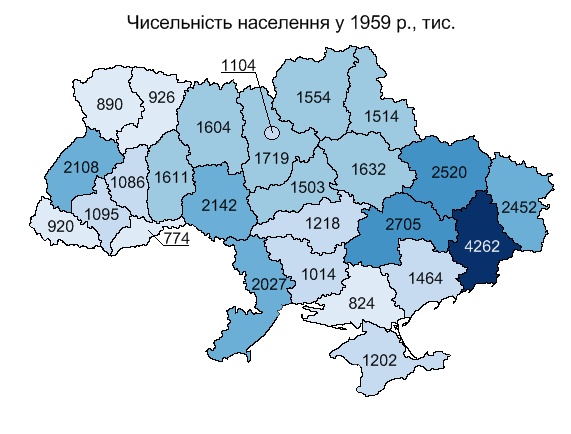
Чисельність населення в 1959 р.

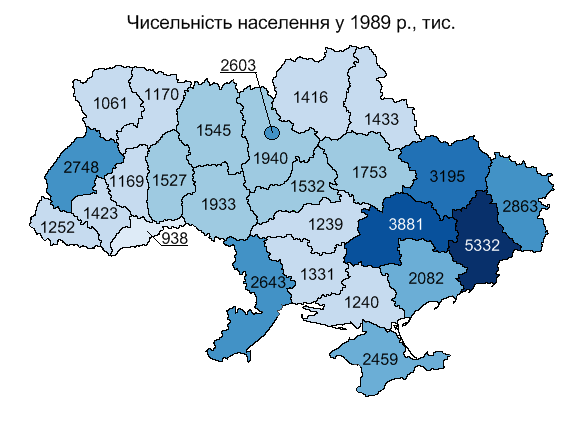
Чисельність населення в 1989 р.

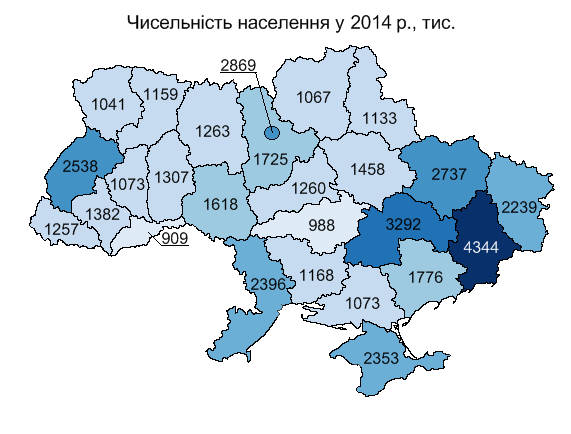
Чисельність населення у 2014 р.

За оцінками, станом на 1719 р. на території, яка зараз входить до складу України, мешкало приблизно 5,7 млн мешканців. Зокрема на правобережній Україні, яка входила до складу Польщі 3,6 млн (63,5 %), на лівобережній, яка входила до складу Росії, 1,9 млн (33,3 %). Загальне населення Закарпаття і Північної Буковини оцінювалося в 185—190 тис. осіб (3,2 %).
У другій половині XVIII ст. внаслідок змін кордонів у східній Європі, територія України опинилася розділеною між Російською та Австрійською імперіями. Більша частина території (Лівобережжя, Причорномор'я, Київщина, Поділля, Волинь) увійшли до складу Російської імперії, населення цих регіонів у 1795 р. оцінювалося у 7,95 млн осіб, або 76,3 % населення українських земель. У Австрійській частині (Галичина, Буковина, Закарпаття) мешкало 2,47 млн осіб, або 23,7 % населення. Загальне населення українських земель станом на 1795 р. оцінювалося в 10,4 млн осіб.
Австрійські території західної України були більш густонаселені і раніше стикнулися з проблемою аграрного перенаселення. Це призводило до зниження природного приросту населення, який був основним фактором, що впливав на динаміку його чисельності. Іншою була ситуація на території підросійської України, де існували слабозаселені регіони Причорномор'я і куди спрямовувалась міграція «надлишкового» населення з густонаселених регіонів центральної України. Внаслідок цього українські землі у складі Російської імперії протягом XIX ст. характеризувалися дуже високими темпами приросту населення. З 1795 до 1897 чисельність їхнього населення збільшилося втричі, до 23,78 млн, тоді як населення австрійської частини — лише вдвічі, до 5,02 млн за переписом 1900 р. Загальна чисельність населення українських земель на початку XX ст. становило близько 29 млн осіб.
Починаючи з другої половини XIX ст. все більшу роль почали грати міграційні процеси. В австрійській частині це була еміграція, основними її напрямками були США (українці, євреї), Канада і Бразилія (українці). Для російської частини були характерні як еміграція так і іміграція. Основними еміграційними процесами були переселення українського населення на малозаселені території Сибіру та Далекого Сходу, а також еміграція євреїв до Північної Америки. Натомість, відбувалося переселення на українські території інших народів, особливо росіян та німців.
У 1913 р. населення українських земель оцінювалося у 38,59 млн, зокрема у складі Росії 32,24 млн (83,5 %), у складі Австро-Угорщини — у 6,35 млн. (16,5 %). У містах мешкало лише 15 % населення. 85 % населення були сільськими жителями, а густота сільського населення перевищувала 54 ос. на км². У багатьох повітах Галичини, Поділля та Київщини густота сільського населення перевищувала 100 ос. на км².
Багатомільйонні втрати населення України втрати від військових дій, епідемій, еміграції, погіршення економічного становища під час Першої Світової, Громадянської війни та Голоду 20-х років призвели до різкого скорочення чисельності населення в 1917—1922 рр. Лише у другій половині 1920-х років чисельність населення перевищила рівень 1913 р. За даними перепису 1926 р. в УРСР мешкало 28995 тис. осіб, у Криму — 707 тис. У Східній Галичині та Волині за переписом 1931 року мешкало 6,83 млн осіб. На Північній Буковині  проживало 0,64 млн осіб, у Південній Бессарабії  0,29 млн за румунським переписом 1930 р. На Закарпатті мешкало 0,73 млн за даними чехословацького перепису 1930 р. На всій території України наприкінці 1920-х років мешкало близько 38,6 млн осіб.
У 1939 р. на території України мешкало бл. 41,3 млн осіб. Населення УРСР у кордонах до 1939 р. становило 31,3 млн, що лише на 7,3 % більше ніж за переписом 1926 року. Високі темпи природного приросту населення (від 2,4 % на рік у 1925—1927 рр. до 1,5 % на рік наприкінці 1930-х) та активний міграційний притік населення у східні промислові регіони (понад 2 млн осіб) змогли компенсувати багатомільйонні втрати населення від голоду, колективізації та репресій. Скорочення чисельності населення за 1926—1939 рр. було зафіксоване у всіх центральних та деяких південних областях, приріст — у східних, особливо Донецькій, чиє населення збільшилося на 1,5 млн осіб (89 %). На території західних областей, які увійшли в 1939—1945 рр. до складу УРСР у 1939 р. проживало бл. 8,9 млн осіб, на кримському півострові 1,1 млн.
У роки Другої світової війни втрати населення України становили за різними оцінками від 5 до 7 млн осіб. У 1950 р. в Україні мешкало 36,6 млн осіб. Довоєнної чисельності населення було досягнуто тільки наприкінці 1950-х років. За переписом 1959 р. в Україні мешкало 41,9 млн осіб, що на 1 % більше ніж у 1939 р. Динаміка була нерівномірною, зростання чисельності населення відносно довоєнного періоду було зафіксовано у Києві (29,8 %), східних (17,9 %) і південних (4,2 %) областях. Зменшення чисельності населення за 1939—1959 рр. спостерігалося у західних (–12,3 %) та центральних (–6,8 %) областях.
У 1970 р. населення України становило 47,1 млн осіб, у 1979 р. — 49,8 млн, у 1989 р. — 51,7 млн осіб. Найшвидші темпи приросту населення у повоєнний період були у південно-східних та деяких західних областях. Так, населення Криму збільшилося за 1959—1989 рр. на 104 %, Херсонської області на 50 %. Значне збільшення чисельності населення у цей період спостерігалося також у Дніпропетровській (44 %), Запорізькій (42 %) та Закарпатській (36 %) областях. Натомість, у більшості центральних областей України було зафіксована стагнація або зменшення чисельності населення.
У 1993 р. чисельність населення України досягла історичного максимуму, 52,24 млн осіб, і далі почала невпинно скорочуватися. За переписом 2001 року в Україні мешкало 48,46 млн осіб. За даними держкомстату 1 січня 2014 року чисельність населення України становила 45,43 млн, порівняно з 1989 р. вона скоротилося на 12,5 %.
| Зростання                 | Київ, Закарпатська обл.                                                               |
| Скорочення до 5 %         | Рівненська обл., Севастополь, Волинська, Івано-Франківська, Чернівецька обл., АР Крим |
| Скорочення від 5 до 10 %  | Львівська, Тернопільська, Одеська обл.                                                |
| Скорочення від 10 до 15 % | Київська, Миколаївська, Херсонська, Харківська, Хмельницька, Запорізька обл.          |
| Скорочення від 15 до 20 % | Дніпропетровська, Вінницька, Полтавська, Черкаська, Житомирська, Донецька             |
| Скорочення більше 20 %    | Кіровоградська, Сумська, Луганська, Чернігівська                                      |

За офіційними даними держкомстату 1 січня 2015 року чисельність населення України становила 42928,9 тис. осіб (у кордонах без окупованого Криму), втім ця цифра може бути неточною через недосконалість обліку, пов'язаного з подіями на Донбасі.

## Історична чисельність
Наприкінці XVIII ст. населення території в межах сучасної України перевищило 10 млн осіб, у 70—80-х роках XIX ст. — 20 млн осіб. На початку XX ст. населення перевищило 30 млн осіб. У другій половині 1930-х років населення українських земель перевищило 40 млн, після Другої світової війни цей рівень було досягнуто в 1956 році. У 1964 р. населення України перевищило 45 млн, у 1980 р. — 50 млн. Максимальна чисельність населення України (52,2 млн) була зафіксована 01.01.1993 р. Станом на 2014 р. населення становило 45,4 млн осіб (87 % від максимального), що відповідає чисельності населення в 1966 році.
| | Кількість населення, тис. осіб | Кількість населення, тис. осіб | Кількість населення, тис. осіб | Кількість населення, тис. осіб | Кількість населення, тис. осіб | Кількість населення, тис. осіб |
| | Гетьманщина/Росія              | Гетьманщина/Росія              | Польща                         | Угорщина                       | Молдова/Туреччина              |                                |
| --- | ------------------------------ | ------------------------------ | ------------------------------ | ------------------------------ | ------------------------------ | ------------------------------ |
| 1719 | 1896                           | 1896                           | 3624                           | 135                            | 52                             |                                |
| | Російська імперія[а]           | Російська імперія[а]           | Російська імперія[а]           | Австро-Угорщина[б]             | Австро-Угорщина[б]             | Австро-Угорщина[б]             |
| 1795 | 7945                           | 7945                           | 7945                           | 2466                           | 2466                           | 2466                           |
| 1811 | 8656                           | 8656                           | 8656                           |                                |                                |                                |
| 1838 | 10729                          | 10729                          | 10729                          |                                |                                |                                |
| 1851 | 11612                          | 11612                          | 11612                          |                                |                                |                                |
| 1867 | 14552                          | 14552                          | 14552                          | ~3500                          | ~3500                          | ~3500                          |
| 1897—1900 | 23776                          | 23776                          | 23776                          | 5016                           | 5016                           | 5016                           |
| 1913 | 32236                          | 32236                          | 32236                          | ~6350                          | ~6350                          | ~6350                          |
| 1917 | 30021                          | 30021                          | 30021                          | 5670                           | 5670                           | 5670                           |
| | УРСР[в]                        | УРСР[в]                        | Польща[г]                      | Румунія[д]                     | Чехословаччина[е]              |                                |
| 1920 | 24529                          | 24529                          | 5667                           |                                | 605                            |                                |
| 1926 | 29732                          | 29732                          |                                |                                |                                |                                |
| 1930—1931 |                                |                                | 6828                           | 1427                           | 725                            |                                |
| 1939 | ~32073                         | ~32073                         | ~7237                          |                                |                                |                                |
| | УРСР[ж]                        |                                |                                |                                |                                |                                |
| 1940 | ~41194                         | ~41194                         | ~41194                         | ~41194                         | ~41194                         | ~41194                         |
| 1950 | 36588                          | 36588                          | 36588                          | 36588                          | 36588                          | 36588                          |
| 1959 | 41869                          | 41869                          | 41869                          | 41869                          | 41869                          | 41869                          |
| 1965 | 45133                          | 45133                          | 45133                          | 45133                          | 45133                          | 45133                          |
| 1970 | 47127                          | 47127                          | 47127                          | 47127                          | 47127                          | 47127                          |
| 1979 | 49609                          | 49609                          | 49609                          | 49609                          | 49609                          | 49609                          |
| 1989 | 51452                          | 51452                          | 51452                          | 51452                          | 51452                          | 51452                          |
| | Україна                        |                                |                                |                                |                                |                                |
| 1993 | 52244                          | 52244                          | 52244                          | 52244                          | 52244                          | 52244                          |
| 2001 | 48457                          | 48457                          | 48457                          | 48457                          | 48457                          | 48457                          |
| 2005 | 47101                          | 47101                          | 47101                          | 47101                          | 47101                          | 47101                          |
| 2013 | 45553                          | 45553                          | 45553                          | 45553                          | 45553                          | 45553                          |
| а Волинська, Подільська, Київська, Полтавська, Катеринославська, Харківська, Херсонська, Таврійська губернії, 11 повітів Чернігівської губернії, 3 повіти Бессарабської губернії, 1 повіт Курської губернії. б Північна Буковина, Закарпаття, Східна Галичина в Разом із Кримською областю РРФСР г Воєводства Волинське, Станіславське, Тернопільське, 12 повітів Львівського та Камінь-Каширський повіт Поліського воєводства д Північна Буковина (повіти Чернівецький, Сторожинецький, Радовецький), Південна Бессарабія (Аккерманський, Ізмаїльський повіти), Північна Бессарабія (Хотинський повіт) е В межах сучасної Закарпатської області ж Разом із приєднаними з часом Північною Буковиною, Південною Бессарабією, Закарпаттям та Кримом |                                |                                |                                |                                |                                |                                |

| Чисельність населення України, 1950—2014 р. | Чисельність населення України, 1950—2014 р. |
| рік                                         | населення, тис.                             |
| ------------------------------------------- | ------------------------------------------- |
| 1950                                        | 36 588                                      |
| 1951                                        | 37 223                                      |
| 1952                                        | 37 915                                      |
| 1953                                        | 38 366                                      |
| 1954                                        | 38 991                                      |
| 1955                                        | 39 271                                      |
| 1956                                        | 39 742                                      |
| 1957                                        | 40 422                                      |
| 1958                                        | 41 179                                      |
| 1959                                        | 41 869                                      |
| 1960                                        | 42 469                                      |
| 1961                                        | 43 097                                      |
| 1962                                        | 43 559                                      |
| 1963                                        | 44 088                                      |
| 1964                                        | 44 664                                      |
| 1965                                        | 45 133                                      |
| 1966                                        | 45 548                                      |
| 1967                                        | 45 997                                      |
| 1968                                        | 46 408                                      |
| 1969                                        | 46 778                                      |
| 1970                                        | 47 118                                      |
| 1971                                        | 47 507                                      |
| 1972                                        | 47 903                                      |
| 1973                                        | 48 274                                      |
| 1974                                        | 48 571                                      |
| 1975                                        | 48 881                                      |
| 1976                                        | 49 151                                      |
| 1977                                        | 49 388                                      |
| 1978                                        | 49 578                                      |
| 1979                                        | 49 752                                      |
| 1980                                        | 49 953                                      |
| 1981                                        | 50 135                                      |
| 1982                                        | 50 309                                      |
| 1983                                        | 50 468                                      |
| 1984                                        | 50 679                                      |
| 1985                                        | 50 858                                      |
| 1986                                        | 51 025                                      |
| 1987                                        | 51 261                                      |
| 1988                                        | 51 484                                      |
| 1989                                        | 51 702                                      |
| 1990                                        | 51 839                                      |
| 1991                                        | 51 944                                      |
| 1992                                        | 52 057                                      |
| 1993                                        | 52 244                                      |
| 1994                                        | 52 114                                      |
| 1995                                        | 51 728                                      |
| 1996                                        | 51 297                                      |
| 1997                                        | 50 818                                      |
| 1998                                        | 50 371                                      |
| 1999                                        | 49 918                                      |
| 2000                                        | 49 430                                      |
| 2001                                        | 48 923                                      |
| 2002                                        | 48 457                                      |
| 2003                                        | 48 004                                      |
| 2004                                        | 47 622                                      |
| 2005                                        | 47 281                                      |
| 2006                                        | 46 930                                      |
| 2007                                        | 46 646                                      |
| 2008                                        | 46 373                                      |
| 2009                                        | 46 144                                      |
| 2010                                        | 45 963                                      |
| 2011                                        | 45 779                                      |
| 2012                                        | 45 634                                      |
| 2013                                        | 45 553                                      |
| 2014                                        | 45 426                                      |

### Губернії

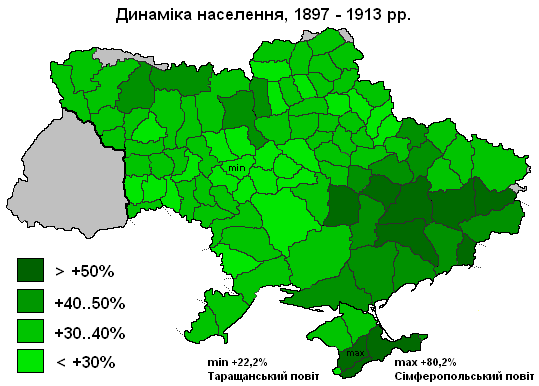
Динаміка населення повітів за 1897—1913 рр.

Населення губерній, територія яких нині входить до складу України тис.
| Губернія         | 1811 | 1838  | 1851  | 1867  | 1897  | 1913   | 1811—1913 |
| ---------------- | ---- | ----- | ----- | ----- | ----- | ------ | --------- |
| Бессарабська*    | 126  | 332   | 367   | 442   | 817   | 1113   | + 783,3 % |
| Волинська        | 1213 | 1314  | 1469  | 1643  | 2990  | 4070   | + 235,6 % |
| Катеринославська | 666  | 790   | 902   | 1282  | 2114  | 3290   | + 393,9 % |
| Київська         | 1066 | 1460  | 1636  | 2144  | 3559  | 4664   | + 337,4 % |
| Курська*         | 100  | 107   | 117   | 131   | 164   | 215    | + 114,7 % |
| Подільська       | 1298 | 1548  | 1578  | 1947  | 3018  | 3955   | + 204,8 % |
| Полтавська       | 1625 | 1622  | 1689  | 2002  | 2778  | 3716   | + 128,7 % |
| Таврійська       | 255  | 520   | 609   | 659   | 1448  | 2007   | + 687,2 % |
| Харківська       | 1030 | 1334  | 1366  | 1682  | 2492  | 3367,7 | + 227,0 % |
| Херсонська       | 370  | 766   | 889   | 1498  | 2734  | 3610   | + 874,7 % |
| Чернігівська*    | 907  | 936   | 990   | 1124  | 1663  | 2228   | + 145,6 % |
| Всього           | 8656 | 10729 | 11612 | 14552 | 23777 | 32236  | + 272,4 % |

*- тільки повіти розташовані в межах сучасної України

### Області
Динаміка чисельності населення регіонів України з 1926 р. (у сучасних кордонах), тис.
| регіон                    | 1926 | 1939 | 1959  | 1970  | 1979  | 1989  | 2001  | 2014  |
| ------------------------- | ---- | ---- | ----- | ----- | ----- | ----- | ----- | ----- |
| Вінницька область         | 2434 | 2268 | 2142  | 2132  | 2046  | 1933  | 1772  | 1618  |
| Волинська область         |      | 1034 | 890   | 974   | 1016  | 1061  | 1061  | 1041  |
| Дніпропетровська область  | 1790 | 2273 | 2705  | 3343  | 3639  | 3881  | 3568  | 3292  |
| Донецька область          | 1645 | 3104 | 4262  | 4892  | 5161  | 5332  | 4841  | 4344  |
| Житомирська область       | 1760 | 1692 | 1604  | 1627  | 1597  | 1545  | 1389  | 1263  |
| Закарпатська область      |      |      | 920   | 1057  | 1154  | 1252  | 1258  | 1257  |
| Запорізька область        | 1108 | 1389 | 1464  | 1775  | 1946  | 2082  | 1929  | 1776  |
| Івано-Франківська область |      | 1282 | 1095  | 1249  | 1332  | 1423  | 1410  | 1382  |
| Київська область          | 1931 | 1716 | 1719  | 1834  | 1924  | 1940  | 1828  | 1725  |
| Кіровоградська область    | 1522 | 1222 | 1218  | 1259  | 1251  | 1239  | 1133  | 988   |
| Крим                      | 642  | 1005 | 1049  | 1559  | 1850  | 2066  | 2034  | 1967  |
| Луганська область         | 1322 | 1837 | 2452  | 2751  | 2787  | 2863  | 2546  | 2239  |
| Львівська область         |      | 2457 | 2108  | 2429  | 2584  | 2748  | 2627  | 2538  |
| Миколаївська область      | 940  | 917  | 1014  | 1148  | 1243  | 1331  | 1265  | 1168  |
| Одеська область           | 1277 | 2079 | 2027  | 2389  | 2544  | 2643  | 2469  | 2396  |
| Полтавська область        | 2199 | 1890 | 1632  | 1706  | 1741  | 1753  | 1630  | 1458  |
| Рівненська область        |      | 1052 | 926   | 1048  | 1121  | 1170  | 1173  | 1159  |
| Сумська область           | 1824 | 1673 | 1514  | 1505  | 1463  | 1433  | 1300  | 1133  |
| Тернопільська область     |      | 1413 | 1086  | 1153  | 1163  | 1169  | 1142  | 1073  |
| Харківська область        | 2325 | 2554 | 2520  | 2826  | 3056  | 3195  | 2914  | 2737  |
| Херсонська область        | 736  | 743  | 824   | 1030  | 1163  | 1240  | 1175  | 1073  |
| Хмельницька область       | 1788 | 1732 | 1611  | 1615  | 1558  | 1527  | 1431  | 1307  |
| Черкаська область         | 1825 | 1556 | 1503  | 1535  | 1547  | 1532  | 1403  | 1260  |
| Чернівецька область       |      | 812  | 774   | 845   | 890   | 938   | 923   | 909   |
| Чернігівська область      | 1863 | 1799 | 1554  | 1560  | 1502  | 1416  | 1245  | 1067  |
| м. Київ                   | 514  | 851  | 1104  | 1632  | 2144  | 2603  | 2611  | 2869  |
| м. Севастополь            | 70   | 119  | 152   | 255   | 333   | 393   | 379   | 386   |
| Україна                   |      |      | 41869 | 47127 | 49755 | 51707 | 48457 | 45426 |

### Макрорегіони
Приналежність різних частин України до різних державних утворень та соціально-економічні відмінності призводили до нерівномірної динаміки чисельності населення у різних регіонах України. До початку XX ст. основною тенденцією було прискорене зростання чисельності населення у південних та східних регіонах, за рахунок міграції населення з центральної України та Росії. Трохи нижчі темпи зростання чисельності були характерні центральних та особливо західних регіонів, які першими стикнулася з проблемою аграрного перенаселення та міграційного відтоку.
Починаючи з 1920-х років динаміка населення у різних регіонах стала ще більш нерівномірною. Абсолютна більшість приросту чисельності населення України припадала на східні і південні області а також Київ. З 13,78 млн приросту чисельності населення УРСР За 1926—1989 рр. на п'ять східних областей припадало 9,16 млн, на чотири південних — 3,69 млн, на Київ — 2,09 млн, на сім західних областей — 1,67 млн. Чисельність населення дев'яти центральних областей за 1926—1989 рр. скоротилася на 2,83 млн осіб. Відносно 1926 р. населення Києва в 1989 р. зросло на 406,4 %, східних областей — на 111,9 %, південних — на 92,5 %, західних — на 20,7 %, тоді як чисельність населення центральних зменшилася на 16,5 %.
За 1989—2014 рр. скорочення чисельності населення було зафіксоване у всіх макрорегіонах, за винятком столиці. Центральні області втратили 2,5 млн осіб (17,5 %), східні області — 2,96 млн (17,1 %), південні 0,68 млн (8,9 %), західні 0,4 млн (4,1 %). Чисельність населення Києва збільшилася на 0,27 млн (10,2 %).
Частка макрорегіонів у загальній чисельності населення з 1926 року, %
|         | 1926  | 1926  | 1939  | 1939   | 1959  | 1959   | 1970  | 1970   | 1979  | 1979   | 1989  | 1989   | 2001  | 2001   | 2014  | 2014   |
|         | тис.  | %     | тис.  | %      | тис.  | %      | тис.  | %      | тис.  | %      | тис.  | %      | тис.  | %      | тис.  | %      |
| ------- | ----- | ----- | ----- | ------ | ----- | ------ | ----- | ------ | ----- | ------ | ----- | ------ | ----- | ------ | ----- | ------ |
| Центр   | 17146 | 45,2  | 15548 | ▼ 37,6 | 14497 | ▼ 34,6 | 14773 | ▼ 31,3 | 14629 | ▼ 29,4 | 14318 | ▼ 27,7 | 13132 | ▼ 27,1 | 11819 | ▼ 26,0 |
| Київ    | 514   | 1,4   | 851   | ▲ 2,1  | 1104  | ▲ 2,6  | 1632  | ▲ 3,5  | 2144  | ▲ 4,3  | 2603  | ▲ 5,0  | 2611  | ▲ 5,4  | 2869  | ▲ 6,3  |
| Захід   | 8090  | 21,3  | 8895  | ▲ 21,5 | 7799  | ▼ 18,6 | 8755  | ▬ 18,6 | 9260  | ▬ 18,6 | 9761  | ▲ 18,9 | 9594  | ▲ 19,8 | 9359  | ▲ 20,6 |
| Південь | 3985  | 10,5  | 4863  | ▲ 11,8 | 5066  | ▲ 12,1 | 6381  | ▲ 13,5 | 7133  | ▲ 14,3 | 7672  | ▲ 14,8 | 7322  | ▲ 15,1 | 6991  | ▲ 15,4 |
| Схід    | 8190  | 21,6  | 11157 | ▲ 27,0 | 13403 | ▲ 32,0 | 15586 | ▲ 33,1 | 16589 | ▲ 33,3 | 17353 | ▲ 33,6 | 15798 | ▼ 32,6 | 14389 | ▼ 31,7 |
| Україна | 37925 | 100,0 | 41314 | 100,0  | 41869 | 100,0  | 47127 | 100,0  | 49755 | 100,0  | 51707 | 100,0  | 48457 | 100,0  | 45426 | 100,0  |

Питома вага центральних областей (без Києва) зменшувалася у всі міжпереписні періоди з 1926 р., від 45 % населення України до 34,6 % у 1959 р. і 26 % у 2014 р. Натомість, у всі міжпереписні періоди збільшувалася питома вага Києва, з 1,4 % населення в 1926 р. до 6,3 % у 2014 р., а також південних областей, з 10,5 % до 15,4 %. Питома вага східних збільшувалася протягом всього радянського періоду, від 21,6 % у 1926 р. до 33,6 % у 1989 р., та зменшувалася у пострадянський період, до 31,7 % у 2014 р. Питома вага західних областей була відносно стабільною протягом 1926—1939 та 1959—1989 рр., зменшення було зафіксоване за період 1939—1959 р. коли їх частка у населенні скоротилася з 21,5 % до 18,6 %, а збільшення — у пострадянський період, коли за 1989—2014 рр. питома вага західних областей у населенні зросла з 18,9 % до 20,6 %.

## Густота населення
|          |  |          |  |          |  |
| 2013 рік |  | 1970 рік |  | 1926 рік |  |

|          |  |          |  |          |  |          |  |
| 1913 рік |  | 1897 рік |  | 1851 рік |  | 1794 рік |  |

## Статево-вікова структура
Динаміка статевої структури наявного населення України
|          | 1897 | 1926 | 1939 | 1959 | 1970 | 1979 | 1989 | 2001 | 2014 |
| -------- | ---- | ---- | ---- | ---- | ---- | ---- | ---- | ---- | ---- |
| Чоловіки | 50,3 | 48,6 | 47,7 | 44,4 | 45,2 | 45,7 | 46,2 | 46,3 | 46,2 |
| Жінки    | 49,7 | 51,4 | 52,3 | 55,6 | 54,8 | 54,3 | 53,8 | 53,7 | 53,8 |

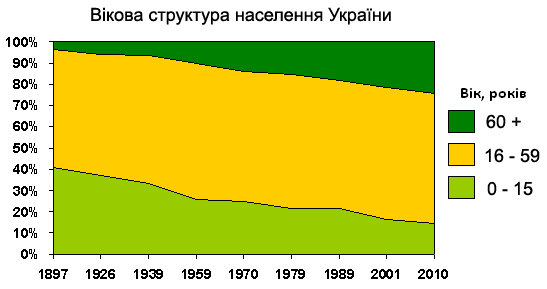

Протягом XX ст. вікова структура населення України трансформувалася з дуже молодої на початку XX ст. до однієї з найстаріших у світі на початку XXI ст. За переписом 1897 р. медіанний вік населення українських губерній Російської імперії становив менше 19 років. На дітей у віці до 15 років припадало понад 40 % всього населення, тоді як на населення старше 60 років менше 4 %.
За переписом 1926 р. медіанний вік населення УРСР становив майже 20 років. На дітей у віці до 15 років припадало 37,2 % населення, у віці старшому за 60 років були 5,8 % населення. У 1939 р. медіанний вік населення УРСР становив вже 23,7 років, у 1959 р. — 27,6 років, у 1970 р. — 32,2 років, у 1990 р. — 35,0 років. У 2014 р. медіанний вік населення України становив 39,8 років.
Медіанний вік населення України, років
| 1897 | 1926 | 1939 | 1950 | 1960 | 1970 | 1980 | 1990 | 1995 | 2000 | 2005 | 2010 | 2014 |
| ---- | ---- | ---- | ---- | ---- | ---- | ---- | ---- | ---- | ---- | ---- | ---- | ---- |
| 18,9 | 19,7 | 23,7 | 27,6 | 29,8 | 32,2 | 33,8 | 35,0 | 36,0 | 37,7 | 38,9 | 39,3 | 39,8 |

Питома вага дітей у віці 0—14 років зменшилася з 37,2 % у 1926 р. до 26,0 % у 1959 р., 21,6 % у 1989 р. і 16,5 % у 2001 р. Питома вага населення у віці старше 60 років зросла з 5,8 % у 1926 р. до 10,5 % у 1959 р., 18,0 % у 1989 р. і 21,4 % у 2001 р.
Динаміка частки вікових груп у населенні, %
| Осіб віком     | 1897  | 1926 | 1939 | 1959 | 1970 | 1979 | 1989 | 2001 | 2010 | 2012 | 2014 |
| -------------- | ----- | ---- | ---- | ---- | ---- | ---- | ---- | ---- | ---- | ---- | ---- |
| 0 — 14 років   | ~41,0 | 37,2 | 33,0 | 26,0 | 24,9 | 21,5 | 21,6 | 16,5 | 14,2 | 14,4 | 14,8 |
| 15 — 59 років  | ~55,5 | 56,6 | 61,2 | 63,5 | 61,2 | 62,8 | 60,4 | 62,1 | 65,1 | 64,4 | 63,6 |
| понад 60 років | ~3,5  | 5,8  | 6,3  | 10,5 | 13,9 | 15,7 | 18,0 | 21,4 | 20,7 | 21,2 | 21,6 |

|      |  |      |  |      |  |      |  |
| 1897 |  | 1939 |  | 1959 |  | 2014 |  |

## Шлюбність та розлучуваність

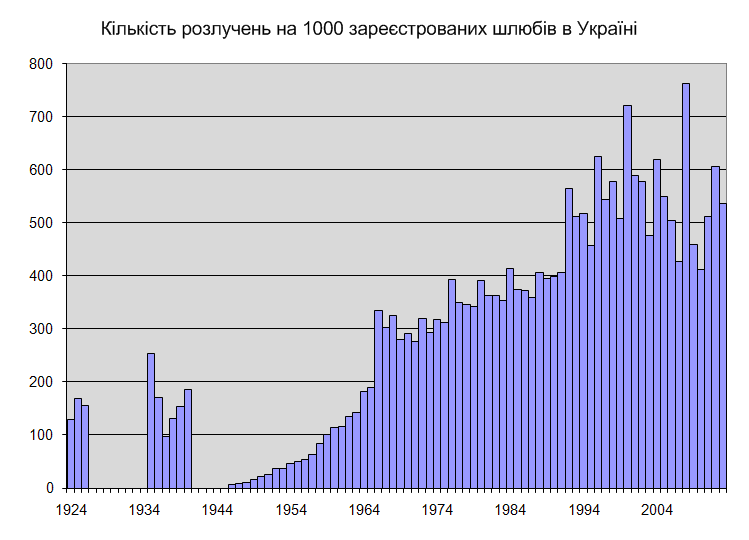
Відношення кількості розлучень до кількості шлюбів з 1924 р.

Динаміка кількості шлюбів та розлучень в Україні
| рік  | шлюбів, тис. | розлучень, тис. | розлучуваність |
| ---- | ------------ | --------------- | -------------- |
| 1925 | 294,2        | 50,0            | 17,0 %         |
| 1935 | 283,1        | 72,2            | 25,5 %         |
| 1940 | 304,3        | 38,9            | 12,8 %         |
| 1946 | 399,3        | 2,8             | 0,7 %          |
| 1950 | 433,5        | 9,8             | 2,3 %          |
| 1955 | 424,1        | 21,1            | 5,0 %          |
| 1960 | 458,9        | 53,0            | 11,5 %         |
| 1970 | 465,8        | 135,4           | 29,1 %         |
| 1980 | 463,3        | 181,7           | 39,2 %         |
| 1990 | 482,8        | 192,9           | 39,9 %         |
| 2000 | 274,5        | 198,1           | 72,2 %         |
| 2010 | 305,9        | 126,0           | 41,2 %         |

## Природний рух

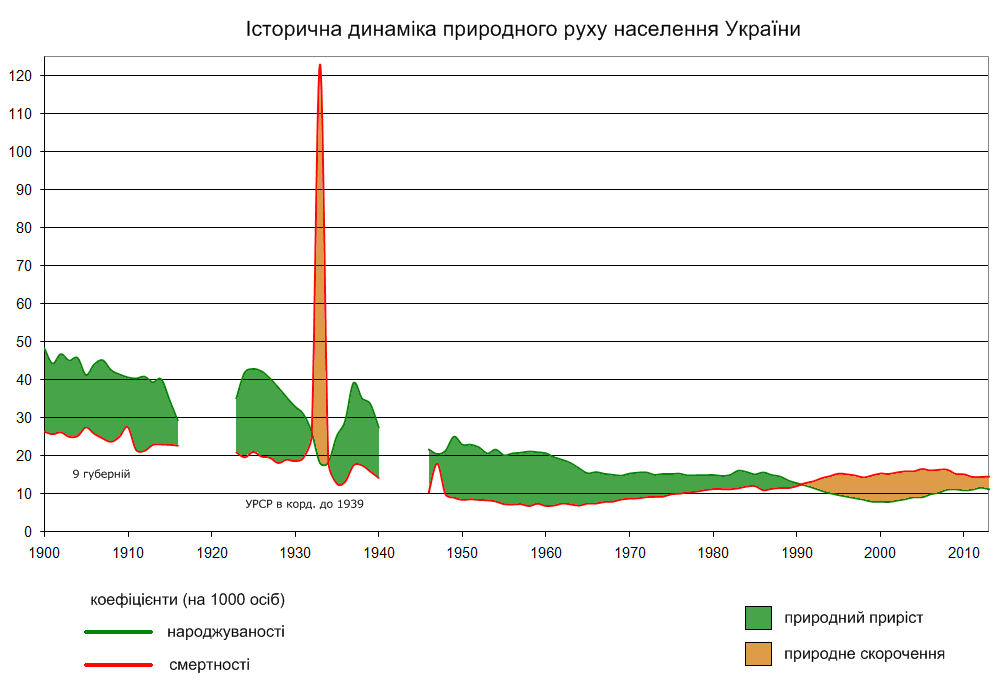
Історична динаміка природного руху населення України

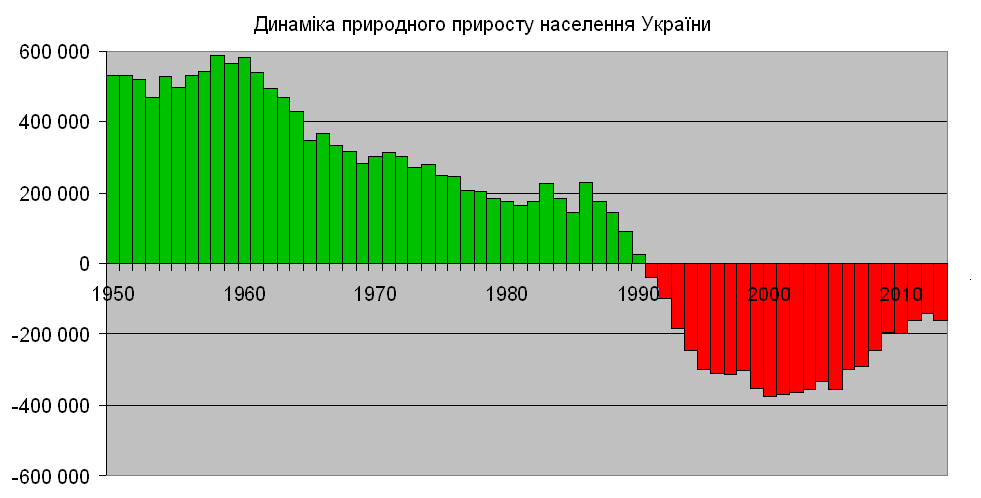
Природний приріст населення з 1950 року

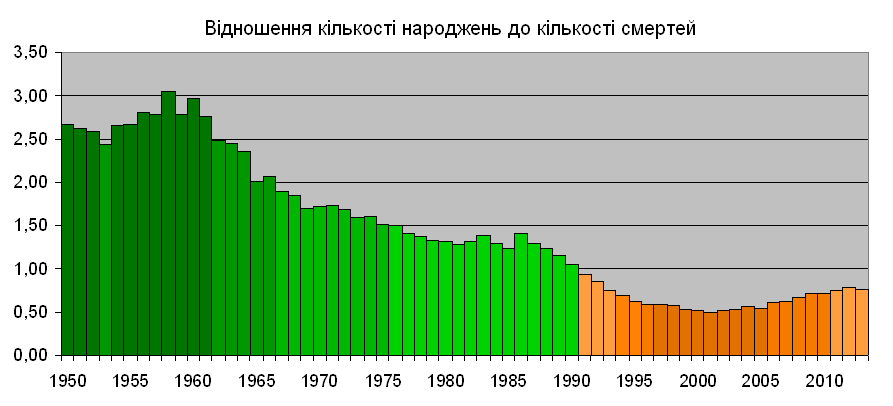
Динаміка відношення кількості народжень до кількості смертей

До другої половини XIX ст. природний приріст на українських землях був невисоким і рідко перевищував 1 % на рік. У роки епідемій та неврожаїв смертність перевищувала народжуваність. У другій половині XIX ст., завдяки розвитку медицини, смертність знизилась, тоді як народжуваність залишалася високою. Коефіцієнт природного приросту в українських губерніях у 1870—1880-х роках зріс до 15—20 на 1000 осіб. Наприкінці XIX ст. рівень природного приросту стабілізувався, деяке зниження смертності нівелювалося зниженням рівня народжуваності. У 1900—1904 рр. коефіцієнт природного приросту в українських губерніях Російської імперії становив бл. 20 на 1000, у передвоєнне десятиліття знизився до 16—18 на 1000. Природний приріст на австрійській частині був дещо меншим, за рахунок нижчого рівня народжуваності. Середньорічний природний приріст населення в 1900—1914 р. на українських землях становив в середньому 600—650 тис. осіб, з них 500—550 тис. на російській частині та бл. 100 тис. на австрійській частині.
У середині 1920-х природний приріст вперше досяг довоєнного рівня. У 1926 р. в Українській РСР народжуваність перевищувала смертність на 689,3 тис., річний природний приріст населення становив 24 на 1000.
З кінця 1920-х в УРСР почалося зменшення природного приросту, пов'язане зі стрімким падінням рівня народжуваності. У 1932—1933 рр. відбувся різкий сплеск смертності і було зафіксовано природне скорочення чисельності населення. З середини 1930-х коефіцієнт природного приросту стабілізувався, проте на рівні нижчому ніж у 1920-ті роки. У 1940 р. він становив 13,0 осіб на 1000 (для УРСР у нових кордона) і зберігався на такому рівні, за винятком воєнних років та голоду 1946—1947 рр., до кінця 1950-х. У 1950 р. коефіцієнт природного приросту становив 14,3 на 1000, у 1955 р. — 12,6, у 1960 р. — 13,6 на 1000.
Черговий етап зниження природного приросту почався на початку 1960-х років і тривав, до початку 2000-х років. Особливо швидкі темпи скорочення були зафіксовані в 1960—1965 рр., коли коефіцієнт природного приросту зменшився з 13,6 до 7,7 на 1000 осіб, та в 1986—1995 рр., коли коефіцієнт зменшився з 4,4 до –5,8 на 1000.
Крім демографічних причин зниження темпів природного приросту (старіння населення, низький рівень фертильності), які були основними в 1960—1970 рр., все більшу роль з кінця 1980-х рр. почали відігравати інші фактори, особливо погіршення економічної ситуації. Найнижчий рівень природного приросту (–7,6 осіб на 1000) було зафіксовано у 2000—2002 рр. та 2005 р. У 2000—2001 рр. смертність перевищувала народжуваність на 370—373 тис. З 2006 р. по 2012 р. відбувалося зниження темпів природного скорочення, до −3,1 осіб на 1000. У 2013 р. природне скорочення досягло −3,5 на 1000, у 2014 р. −3,9 на 1000. Загалом, з 1991—2014 рр. смертність в Україні перевищила народжуваність на 6,15 млн осіб. На природне скорочення припадало 92,3 % всього зменшення чисельності населення України.
| коефіцієнт          | 1912 | 1926 | 1940 | 1950 | 1955 | 1960 | 1965 | 1970 | 1975 | 1980 | 1985 | 1990 | 1995 | 2000 | 2005 | 2010 | 2012 | 2014 |
| ------------------- | ---- | ---- | ---- | ---- | ---- | ---- | ---- | ---- | ---- | ---- | ---- | ---- | ---- | ---- | ---- | ---- | ---- | ---- |
| народжуваності      | 42,2 | 42,1 | 27,3 | 22,8 | 20,1 | 20,5 | 15,3 | 15,2 | 15,1 | 14,8 | 15,0 | 12,6 | 9,6  | 7,8  | 9,0  | 10,8 | 11,4 | 10,8 |
| смертності          | 23,4 | 18,1 | 14,3 | 8,5  | 7,5  | 6,9  | 7,6  | 8,9  | 10,0 | 11,4 | 12,1 | 12,1 | 15,4 | 15,4 | 16,6 | 15,2 | 14,5 | 14,7 |
| природного приросту | 18,8 | 24,0 | 13,0 | 14,3 | 12,6 | 13,6 | 7,7  | 6,3  | 5,1  | 3,4  | 2,9  | 0,5  | –5,8 | –7,6 | –7,6 | –4,4 | –3,1 | –3,9 |

У більшості центральних областей процес природної депопуляції розпочався у середині 1980-х років, тоді як у західних — в середині 1990-х. У Закарпатській та Рівненській областях смертність перевищила народжуваність тільки в 1999 р. У другій половині 2000-х років у деяких регіонах знову почав фіксуватися природний приріст населення. З 2006 р. народжуваність перевищувала смертність у Закарпатській області, з 2008 р. — у Волинській, Рівненській областях та Києві. У Івано-Франківській області природний приріст спостерігався у 2012 р., а Чернівецькій області у 2011—2012 та 2014 роках.
Регіони України за роком початку природного скорочення чисельності населення
| рік     | регіон                                                                                        |
| ------- | --------------------------------------------------------------------------------------------- |
| до 1990 | Вінницька, Донецька, Кіровоградська, Полтавська, Сумська, Харківська, Черкаська, Чернігівська |
| 1990    | Житомирська, Київська, Луганська, Хмельницька                                                 |
| 1991    | Дніпропетровська, Запорізька, Одеська                                                         |
| 1992    | АР Крим, Миколаївська, Тернопільська, Севастополь                                             |
| 1993    | Херсонська, Київ (до 2008)                                                                    |
| 1995    | Волинська (до 2008), Львівська, Чернівецька (до 2011)                                         |
| 1997    | Івано-Франківська                                                                             |
| 1999    | Закарпатська (до 2006), Рівненська (до 2008)                                                  |

|      |  |      |  |      |  |      |  |      |  |
| 1990 |  | 1995 |  | 2000 |  | 2005 |  | 2010 |  |

| Історична динаміка природного руху | Історична динаміка природного руху | Історична динаміка природного руху |
| рік                                | природний приріст                  | коефіцієнт (на 1000 осіб)          |
| ---------------------------------- | ---------------------------------- | ---------------------------------- |
| 1900                               | 542 611                            | 21,7                               |
| 1901                               | 465 636                            | 18,3                               |
| 1902                               | 525 932                            | 20,3                               |
| 1903                               | 525 337                            | 19,8                               |
| 1904                               | 546 048                            | 20,3                               |
| 1905                               | 381 201                            | 13,5                               |
| 1906                               | 501 906                            | 18,0                               |
| 1907                               | 577 576                            | 20,3                               |
| 1908                               | 540 238                            | 18,6                               |
| 1909                               | 481 337                            | 16,2                               |
| 1910                               | 386 167                            | 12,7                               |
| 1911                               | 570 243                            | 18,5                               |
| 1912                               | 591 201                            | 19,3                               |
| 1913                               | 506 353                            | 16,2                               |
| 1914                               | 523 239                            | 16,9                               |
| 1926                               | 689 251                            | 24,0                               |
| 1927                               | 605 366…661 766                    | 20,6…22,6                          |
| 1928                               | 591 268…643 568                    | 19,6…21,4                          |
| 1929                               | 496 069…542 269                    | 16,1…17,7                          |
| 1930                               | 441 952…484 852                    | 14,1…15,6                          |
| 1931                               | 361 014…456 414                    | 11,2…14,7                          |
| 1932                               | 24 372…151 572                     | 0,4…5,4                            |
| 1933                               | –3 179 000…–1 458 900              | –107,5…–45,8                       |
| 1934                               | 42 100…89 000                      | 0,8…3,4                            |
| 1935                               | 397 075…417 193                    | 12,2…13,3                          |
| 1936                               | 513 055…533 517                    | 15,7…16,6                          |
| 1937                               | 699 017…785 605                    | 21,4…24,4                          |
| 1938                               | 587 467…682 645                    | 17,4…20,7                          |
| 1939                               | 560 972…660 918                    | 17,5…20,6                          |
| 1940                               | 434 741                            | 13,0                               |
| 1946                               | 380 028                            | ~11,4                              |
| 1947                               | 78 541                             | ~2,3                               |
| 1948                               | 401 039                            | ~11,5                              |
| 1949                               | 577 892                            | ~16,1                              |
| 1950                               | 530 008                            | 14,3                               |
| 1951                               | 531 343                            | 14,1                               |
| 1952                               | 521 596                            | 13,6                               |
| 1953                               | 468 807                            | 12,1                               |
| 1954                               | 526 628                            | 13,4                               |
| 1955                               | 496 496                            | 12,6                               |
| 1956                               | 529 569                            | 13,2                               |
| 1957                               | 542 981                            | 13,3                               |
| 1958                               | 586 783                            | 14,1                               |
| 1959                               | 563 752                            | 13,3                               |
| 1960                               | 582 597                            | 13,6                               |
| 1961                               | 539 136                            | 12,4                               |
| 1962                               | 491 697                            | 11,2                               |
| 1963                               | 471 413                            | 10,6                               |
| 1964                               | 426 328                            | 9,5                                |
| 1965                               | 349 436                            | 7,7                                |
| 1966                               | 368 642                            | 8,1                                |
| 1967                               | 330 808                            | 7,2                                |
| 1968                               | 318 624                            | 6,8                                |
| 1969                               | 283 840                            | 6,0                                |
| 1970                               | 300 534                            | 6,4                                |
| 1971                               | 311 974                            | 6,5                                |
| 1972                               | 302 658                            | 6,3                                |
| 1973                               | 270 209                            | 5,6                                |
| 1974                               | 280 646                            | 5,8                                |
| 1975                               | 249 307                            | 5,1                                |
| 1976                               | 246 485                            | 5,0                                |
| 1977                               | 208 250                            | 4,2                                |
| 1978                               | 202 506                            | 4,1                                |
| 1979                               | 183 169                            | 3,7                                |
| 1980                               | 174 246                            | 3,5                                |
| 1981                               | 164 394                            | 3,3                                |
| 1982                               | 177 360                            | 3,5                                |
| 1983                               | 223 615                            | 4,4                                |
| 1984                               | 181 697                            | 3,6                                |
| 1985                               | 145 227                            | 2,9                                |
| 1986                               | 227 424                            | 4,4                                |
| 1987                               | 174 464                            | 3,4                                |
| 1988                               | 143 331                            | 2,8                                |
| 1989                               | 90 391                             | 1,7                                |
| 1990                               | 27 600                             | 0,5                                |
| 1991                               | –39 147                            | –0,8                               |
| 1992                               | –100 325                           | –1,9                               |
| 1993                               | –184 175                           | –3,5                               |
| 1994                               | –243 124                           | –4,7                               |
| 1995                               | –299 726                           | –5,8                               |
| 1996                               | –309 506                           | –6,0                               |
| 1997                               | –311 570                           | –6,2                               |
| 1998                               | –300 671                           | –6,0                               |
| 1999                               | –349 962                           | –7,1                               |
| 2000                               | –372 956                           | –7,6                               |
| 2001                               | –369 474                           | –7,5                               |
| 2002                               | –364 223                           | –7,6                               |
| 2003                               | –356 819                           | –7,5                               |
| 2004                               | –334 002                           | –7,0                               |
| 2005                               | –355 875                           | –7,6                               |
| 2006                               | –297 724                           | –6,4                               |
| 2007                               | –290 220                           | –6,2                               |
| 2008                               | –243 871                           | –5,4                               |
| 2009                               | –194 214                           | –4,2                               |
| 2010                               | –200 546                           | –4,4                               |
| 2011                               | –161 993                           | –3,5                               |
| 2012                               | –142 434                           | –3,0                               |
| 2013                               | –158 711                           | –3,5                               |
| 2014                               | –166 774                           | –3,9                               |

### Народжуваність
До початку XX ст. українські землі характеризувалися високим рівнем народжуваності. На початку 1860-х років на кожну 1 тис. населення в середньому припадало по 50 народжень, на початку XX ст. — 45 народжень. Відчутне падіння народжуваності почало фіксуватися з 1890-х років, проте кількість народжень була стабільною через загальне зростання чисельності населення. У 1900—1913 рр. на території України в середньому народжувалося по 1,4—1,45 млн дітей, зокрема у межах Росії 1,2 — 1,25 млн, у межах Австро-Угорщини 0,2 — 0,23 млн. Коефіцієнт народжуваності в українських губерніях Російської імперії становив у 1900—1904 рр. — 45,9, у 1905—1909 рр. — 42,7, у 1910—1914 рр. — 40,1 народжень на 1000 осіб.
Після значного падіння у роки громадянської війни, рівень народжуваності швидко відновився і вже у середині 1920-х років досягнув довоєнного рівня. У 1924—1927 рр. в УРСР у тогочасних кордонах щорічно народжувалося в середньому по 1,19 млн дітей, а загалом народжуваність на українських землях, незважаючи на людські втрати в 1914—1922 рр., досягла абсолютного рівня 1900—1913 рр. і становила понад 1,4 млн дітей.
З кінця 1920-х років почалося швидке падіння народжуваності в УРСР. Кількість народжених у 1931 р. скоротилася на 19,6 % порівняно з 1926 р. і продовжила падіння у наступні роки, досягнувши історичного мінімуму в 1933—1934 рр. До кінця 1930-х років народжуваність зросла, проте стабілізувалася на рівні значно нижчому за показники 1920-х років. У 1940 р. в УРСР у нових кордонах було зареєстровано 1,13 млн народжень (27,3 на 1000 осіб), на всю територію України у сучасних кордонах припадало бл. 1,16 млн народжень.
Історична динаміка кількості народжень на один випадок смерті
| 1900 | 1913 | 1926 | 1940 | 1950 | 1955 | 1960 | 1965 | 1970 | 1975 | 1980 | 1985 | 1990 | 1995 | 2000 | 2005 | 2010 | 2014 |
| ---- | ---- | ---- | ---- | ---- | ---- | ---- | ---- | ---- | ---- | ---- | ---- | ---- | ---- | ---- | ---- | ---- | ---- |
| 1,82 | 1,71 | 2,33 | 1,90 | 2,68 | 2,68 | 2,97 | 2,02 | 1,72 | 1,51 | 1,31 | 1,24 | 1,04 | 0,62 | 0,51 | 0,54 | 0,71 | 0,74 |

Після падіння у роки Другої світової війни, народжуваність у 1950-х роках знову стабілізувалася на рівні нижчому за попередній. У 1950—1954 рр. в Україні щорічно народжувалося в середньому 838 тис. дітей, або 21,9 на 1000 осіб., у 1955—1959 рр. — 843 тис. дітей, або 20,6 на 1000 осіб.
У наступні десятиліття поступове зниження рівня народжуваності в Україні продовжувалося. У 1960—1964 рр. в середньому народжувалося по 816 тис. дітей (18,6 на 1000), у 1970—1974 рр. — 732 тис. (15,2 на 1000), у 1980—1984 рр. — 764 тис. (15,2 на 1000). Швидке зниження рівня народжуваності почалося в 1987 р. і тривало до 2001 р. За цей період кількість народжень зменшилася на 52 %, до 376 тис., а коефіцієнт народжуваності на 50 %, до 7,8 на 1000 осіб.
З 2002 р. народжуваність в Україні почала зростати. У 2012 р. кількість народжень зросла порівняно з 2001 р. на 38,3 %, до 521 тис., а коефіцієнт народжуваності зріс на 47,4 %, до 11,5 на 1000. У 2013 р. в Україні народилося 504 тис. дітей (11,1 на 1000 осіб), у 2014 р. без врахування Криму і Севастополя — 466 тис. дітей (10,8 на 1000).
| Історична динаміка народжуваності | Історична динаміка народжуваності | Історична динаміка народжуваності |
| рік                               | народжених                        | коефіцієнт (на 1000 осіб)         |
| --------------------------------- | --------------------------------- | --------------------------------- |
| 1900                              | 1 203 334                         | 48,2                              |
| 1901                              | 1 123 519                         | 44,1                              |
| 1902                              | 1 207 512                         | 46,6                              |
| 1903                              | 1 188 404                         | 44,9                              |
| 1904                              | 1 228 116                         | 45,6                              |
| 1905                              | 1 160 308                         | 41,1                              |
| 1906                              | 1 225 951                         | 43,9                              |
| 1907                              | 1 279 027                         | 45,0                              |
| 1908                              | 1 232 862                         | 42,4                              |
| 1909                              | 1 226 155                         | 41,3                              |
| 1910                              | 1 225 658                         | 40,5                              |
| 1911                              | 1 240 985                         | 40,2                              |
| 1912                              | 1 245 358                         | 40,7                              |
| 1913                              | 1 222 277                         | 39,2                              |
| 1914                              | 1 240 114                         | 40,0                              |
| 1915                              |                                   | ~35                               |
| 1916                              |                                   | ~29                               |
| 1917                              |                                   | ~25                               |
| 1918                              |                                   | ~25                               |
| 1919                              |                                   | ~25                               |
| 1920                              |                                   | ~30                               |
| 1921                              |                                   | ~31                               |
| 1922                              |                                   | ~33                               |
| 1923                              | 929 451                           | ~35                               |
| 1924                              | 1 162 852                         | 42,5                              |
| 1925                              | 1 196 799                         | 42,7                              |
| 1926                              | 1 207 907                         | 42,1                              |
| 1927                              | 1 184 366                         | 40,2                              |
| 1928                              | 1 139 268                         | 37,8                              |
| 1929                              | 1 080 969                         | 35,2                              |
| 1930                              | 1 022 952                         | 32,8                              |
| 1931                              | 971 114                           | 30,8                              |
| 1932                              | ~782 000                          | ~26                               |
| 1933                              | ~564 000                          | ~20                               |
| 1934                              | ~540 000                          | ~18                               |
| 1935                              | 759 075                           | ~25                               |
| 1936                              | 893 055                           | ~29                               |
| 1937                              | 1 214 017                         | ~39                               |
| 1938                              | 1 113 467                         | ~35                               |
| 1939                              | 1 073 516                         | ~33,5                             |
| 1940                              | 1 134 700                         | 27,3                              |
| 1946                              | 721 943                           | ~21,6                             |
| 1947                              | 697 261                           | ~20,3                             |
| 1948                              | 742 147                           | ~21,2                             |
| 1949                              | 891 242                           | ~24,9                             |
| 1950                              | 844 600                           | 22,8                              |
| 1951                              | 858 000                           | 22,8                              |
| 1952                              | 846 400                           | 22,1                              |
| 1953                              | 795 600                           | 20,5                              |
| 1954                              | 845 100                           | 21,5                              |
| 1955                              | 792 700                           | 20,0                              |
| 1956                              | 822 600                           | 20,5                              |
| 1957                              | 847 800                           | 20,7                              |
| 1958                              | 873 500                           | 21,0                              |
| 1959                              | 880 500                           | 20,8                              |
| 1960                              | 878 768                           | 20,5                              |
| 1961                              | 843 482                           | 19,5                              |
| 1962                              | 823 151                           | 18,8                              |
| 1963                              | 794 969                           | 17,9                              |
| 1964                              | 741 668                           | 16,5                              |
| 1965                              | 692 153                           | 15,3                              |
| 1966                              | 713 492                           | 15,6                              |
| 1967                              | 699 381                           | 15,1                              |
| 1968                              | 693 064                           | 14,9                              |
| 1969                              | 687 991                           | 14,7                              |
| 1970                              | 719 213                           | 15,2                              |
| 1971                              | 736 691                           | 15,4                              |
| 1972                              | 745 696                           | 15,5                              |
| 1973                              | 719 560                           | 14,9                              |
| 1974                              | 736 616                           | 15,1                              |
| 1975                              | 738 857                           | 15,1                              |
| 1976                              | 747 069                           | 15,2                              |
| 1977                              | 726 217                           | 14,7                              |
| 1978                              | 732 187                           | 14,7                              |
| 1979                              | 735 188                           | 14,7                              |
| 1980                              | 742 489                           | 14,8                              |
| 1981                              | 733 183                           | 14,6                              |
| 1982                              | 745 591                           | 14,8                              |
| 1983                              | 807 111                           | 16,0                              |
| 1984                              | 792 035                           | 15,6                              |
| 1985                              | 762 775                           | 15,0                              |
| 1986                              | 792 574                           | 15,5                              |
| 1987                              | 760 851                           | 14,8                              |
| 1988                              | 744 056                           | 14,4                              |
| 1989                              | 690 981                           | 13,3                              |
| 1990                              | 657 202                           | 12,7                              |
| 1991                              | 630 813                           | 12,1                              |
| 1992                              | 596 785                           | 11,4                              |
| 1993                              | 557 487                           | 10,7                              |
| 1994                              | 521 545                           | 10,0                              |
| 1995                              | 492 861                           | 9,6                               |
| 1996                              | 467 211                           | 9,2                               |
| 1997                              | 442 581                           | 8,7                               |
| 1998                              | 419 283                           | 8,4                               |
| 1999                              | 389 208                           | 7,8                               |
| 2000                              | 385 126                           | 7,8                               |
| 2001                              | 376 478                           | 7,8                               |
| 2002                              | 390 688                           | 8,1                               |
| 2003                              | 408 589                           | 8,5                               |
| 2004                              | 427 259                           | 9,0                               |
| 2005                              | 426 086                           | 9,0                               |
| 2006                              | 460 368                           | 9,8                               |
| 2007                              | 472 657                           | 10,2                              |
| 2008                              | 510 589                           | 11,0                              |
| 2009                              | 512 525                           | 11,1                              |
| 2010                              | 497 689                           | 10,8                              |
| 2011                              | 502 595                           | 11,0                              |
| 2012                              | 520 705                           | 11,5                              |
| 2013                              | 503 657                           | 11,1                              |
| 2014                              | 465 893                           | 10,8                              |

#### Фертильність

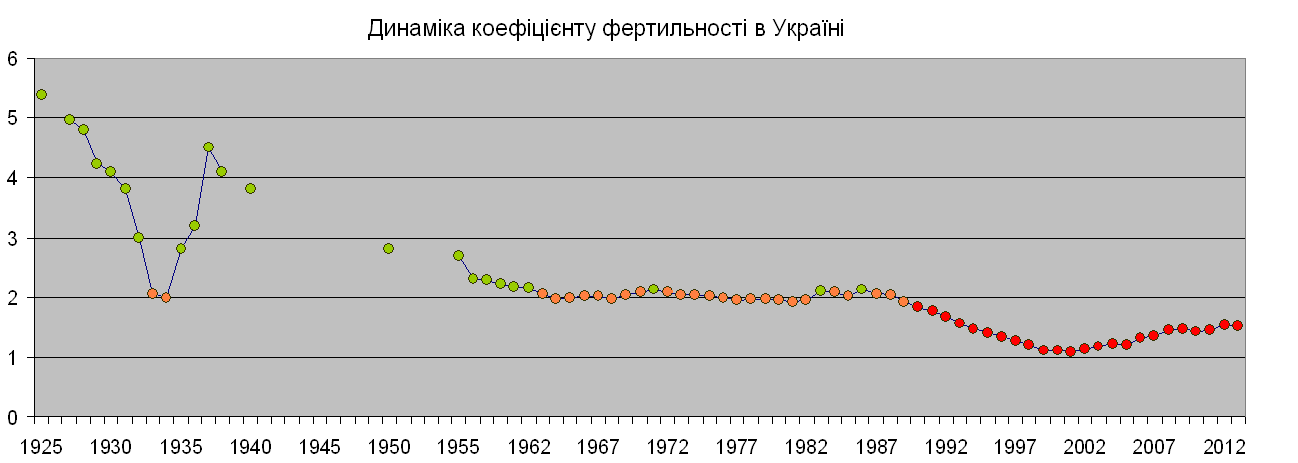
Сумарний коефіцієнт народжуваності (коефіцієнт фертильності) в Україні, дітей на 1 жінку

Коефіцієнт фертильності (сумарний коефіцієнт народжуваності) є показником рівня народжуваності, який характеризує середню кількість потенційних народжень у кожної жінки в репродуктивному віці незалежно від зовнішніх факторів і смертності. Наприкінці XIX ст. коефіцієнт фертильності на території України становив бл. 7 дітей на одну жінку. Перед Першою світовою війною коефіцієнт сумарний коефіцієнт народжуваності становив близько 6 дітей на жінку. У 1910 р. на кожен укладений шлюб в українських губерніях припадало в середньому 4,8 народжених дітей, від 4,4 до 5,4 в залежності від губернії.
Після спаду у роки громадянської війни, народжуваність досягла максимуму в 1925 році, фертильність в УРСР цього року становила 5,4 дітей на жінку. Після 1925 року почалося зменшення коефіцієнту фертильності до 4,2 у 1929 р., 3,8 у 1931 р. У 1933—1934 рр. сумарний коефіцієнт народжуваності опускався до 2. З 1935 по 1937 рр. відбувалося швидше відновлення рівня фертильності, переважно внаслідок фактору відкладених у першій половині 1930-х народжень. У 1937 р. коефіцієнт фертильності в Україні досягнув 4,5 дітей на жінку і з наступного року продовжив падіння. У 1938 р. фертильність в Україні дорівнювала 4,1 дітей, у 1940 р. — 3,8 дітей.
Падіння фертильності продовжувалося і протягом 1940—1950 рр. У 1950 р. вона становила 2,8 дітей на жінку, у 1960 — 2,2. У 1962 р. фертильність населення УРСР становила 2,14 дітей на жінку, зокрема сільського — 2,43, міського — 1,89. У 1963 р. народжуваність населення України опустилася нижче рівня відтворення населення (2,1 дітей), серед міського населення це відбулося ще в 1950-ті роки З середини 1960-х років до кінця 1980-х сумарний коефіцієнт народжуваності становив в середньому від 1,9 до 2,1 дітей на жінку.
З кінця 1980-х років почалася нова хвиля зменшення сумарного коефіцієнту народжуваності, яка тривала до початку 2000-х. Порівняно з 1986 р. фертильність знизилася вдвічі, з 2,13 до 1,09 дітей на жінку. У 1999—2002 рр. коефіцієнт фертильності в Україні був одним із найнижчих у світі. З 2001 р. по 2012 рр. фертильність в Україні зросла на 40 %, до 1,53 дітей на жінку. Середньорічний рівень фертильності зріс з 1,14 дітей у 2000—2004 рр. до 1,48 дітей у 2010—2013 рр.

#### Аборти

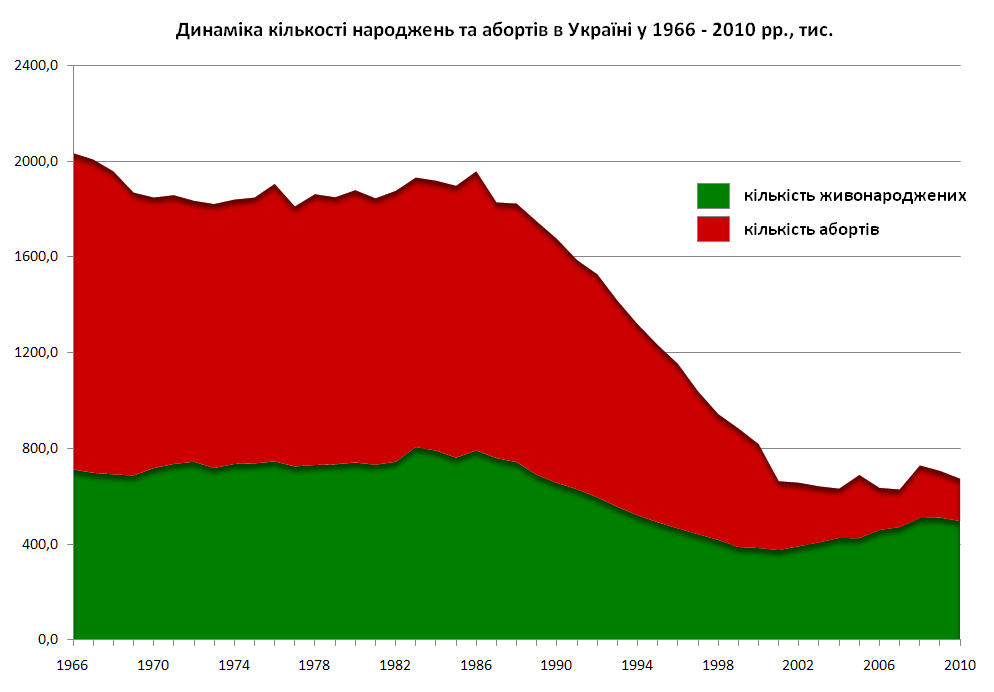
Народження і аборти в Україні в 1966—2010 рр. (вертикальна вісь — сумарна кількість народжень і абортів)

Динаміка кількості абортів в Україні з 1960 року
| рік  | кількість абортів, тис. | кількість живонароджених, тис. | кількість абортів на 1 народження |
| ---- | ----------------------- | ------------------------------ | --------------------------------- |
| 1960 | 1213,3                  | 878,8                          | 1,38                              |
| 1966 | 1321,3                  | 713,5                          | 1,85                              |
| 1970 | 1130,1                  | 719,2                          | 1,57                              |
| 1975 | 1110,2                  | 738,9                          | 1,50                              |
| 1980 | 1137,4                  | 742,5                          | 1,53                              |
| 1985 | 1135,5                  | 762,8                          | 1,49                              |
| 1990 | 1019,0                  | 657,2                          | 1,55                              |
| 1995 | 740,2                   | 492,9                          | 1,50                              |
| 2000 | 434,2                   | 385,1                          | 1,13                              |
| 2005 | 264,2                   | 426,1                          | 0,62                              |
| 2010 | 176,8                   | 497,7                          | 0,36                              |
| 2013 | 148,0                   | 503,7                          | 0,29                              |

### Смертність
У 1860—1880-х роках коефіцієнт смертності населення українських губерній коливався в межах від 30 до 35 померлих на 1000 осіб. У 1867—1870 рр. він становив 32,0 на 1000, у 1871—1875 — 35,7, у 1876—1880 — 31,9, 1881—1885 — 32,5, 1891—1895 — 31,7 на 1000.
З середини 90-х років XIX ст. почалося поступове зниження смертності. У 1891—1895 рр. коефіцієнт смертності в українських губерніях становив 31,7 на 1000 осіб (зокрема у голодний 1892 р. — 34 на 1000), у 1896—1900 рр. — 27,6 на 1000. У 1901—1910 рр. коефіцієнт смертності в середньому дорівнював 26,1 на 1000, а в 1911—1914 рр. — 22,7 на 1000.
У 1926 р. коефіцієнт смертності населення Української РСР становив 18,1 випадків на 1000 осіб, проте за розрахунками, проведеними демографами після розсекречення архівних матеріалів, реальний рівень смертності був вище офіційно заявленого і для УРСР міг сягав 20 на 1000.
Різке збільшення смертності спостерігалося в 1931—1933 р. За офіційними даними в УРСР у 1933 р. померло 1909 тис. осіб (на 1,4 млн більше ніж у 1928—1931 рр.), а коефіцієнт смертності становив 61,3 на 1000 осіб. За оцінками дослідників, реальний рівень смертності в УРСР у 1933 р. становив бл. 3629 тис. осіб (123 на 1000, або 12,3 % населення). Розрахункова смертність перевищувала офіційну в 1927—1930 рр. на 8—11 %, у 1931—1932 рр. на 1932 р. на 18,5—19,0 %, у 1933 р. на 90,1 %.
|      | кількість померлих, тис. | кількість померлих, тис. | коефіцієнт смертності (на 1000 осіб) | коефіцієнт смертності (на 1000 осіб) |
| рік  | зареєстрована            | розрахункова             | зареєстрований                       | розрахунковий                        |
| ---- | ------------------------ | ------------------------ | ------------------------------------ | ------------------------------------ |
| 1927 | 522,6                    | 579,0                    | 17,6                                 | 19,6                                 |
| 1928 | 495,7                    | 548,0                    | 16,4                                 | 18,2                                 |
| 1929 | 538,7                    | 584,9                    | 17,5                                 | 19,1                                 |
| 1930 | 538,1                    | 581,0                    | 17,2                                 | 18,7                                 |
| 1931 | 514,7                    | 610,1                    | 16,1                                 | 19,6                                 |
| 1932 | 668,2                    | 795,4                    | 20,6                                 | 25,6                                 |
| 1933 | 1908,9                   | 3629,0                   | 61,3                                 | 123,0                                |
| 1934 | 471,0                    | 517,9                    | 15,9                                 | 18,5                                 |
| 1935 | 341,9                    | 362,0                    | 11,7                                 | 12,8                                 |
| 1936 | 359,5                    | 380,0                    | 12,4                                 | 13,3                                 |
| 1937 | 428,4                    | 515,0                    | 14,6                                 | 17,6                                 |
| 1938 | 430,8                    | 526,0                    | 14,3                                 | 17,6                                 |

У 1940 р. коефіцієнт смертності в Україні у нових кордонах становив від 14,3 смертей на 1000 осіб (за офіційними даними радянської статистики) до 16—17 смертей на 1000 осіб (за даними демографічного аналізу архівних матеріалів).
Розвиток медицини, який відбувся в 1940-ві роки, призвів до різкого зниження смертності від інфекцій, особливо дитячої. У 1950 р. смертність населення України становила 8,5 випадків на 1000 осіб, у 1955 р. — 7,4 на 1000. Історичний мінімум смертності в Україні було досягнуто в 1958 і 1960 р., коли коефіцієнт смертності був на рівні 6,9 на 1000. Тоді ж було зафіксовано і історичний мінімум кількості смертей за останні століття, у 1958 р. померли тільки 287 тис. осіб, на 1 смерть припадало 3,05 народжень.
З 1960-х років почалося поступове зростання рівня смертності населення, викликане старінням населення (збільшенням частки населення старшого віку) а також аномальним зниженням тривалості життя чоловіків. Так, за 1960—1965 рр. кількість смертей в УРСР зросла на 15,7 %, до 342,7 тис., а коефіцієнт смертності зріс з 6,9 до 7,6 на 1000.
У 1970 р. коефіцієнт смертності становив вже 8,9 випадків на 1000, перевищивши рівень 1950 року, а загальна кількість смертей збільшилася до 418,7 тис. У 1975 р. померло 489,6 тис. осіб (10 на 1000), у 1980 р. — 568,2 тис. осіб (11,4 на 1000). У 1985 р. кількість смертей досягла 617,5 тис., а коефіцієнт смертності — 12,1 на 1000. Порівняно з 1958 р. кількість смертей у 1985 р. була більшою у 2,1 рази, а коефіцієнт смертності населення — більшим на 75 %.
Антиалкогольна кампанія середини 1980-х років призвела до деякого зниження смертності в 1986 р. Порівняно з 1985 р. кількість померлих зменшилася на 8,5 %, до 565,2 тис., а коефіцієнт смертності знизився з 12,1 до 11,1 на 1000 осіб. Проте вже з 1987 р. смертність знову почала зростати, з 11,4 на 1000 осіб у 1987 р. до 11,6 у 1988—1989 рр.
З початку 1990-х років почалося швидке збільшення рівня смертності, пов'язане як із погіршенням економічної ситуації, так і з демографічною хвилею, початком смертності чисельного покоління, народженого в 1920-ті роки. У 1990 р. коефіцієнт смертності становив 12,1 на 1000 осіб, у 1991 р. — 12,9, у 1993 р. — 14,2, у 1995 р. — 15,4 на 1000 осіб. У 1995 р. було зафіксовано 792,6 тис. смертей, що стало історичним максимумом у повоєнний період.
У 1996—1998 рр. відбулося короткочасне зниження рівня смертності, з 15,4 до 14,4 померлих на 1000 осіб. З 1999 р. почалася нова хвиля зростання смертності, яка досягла піку у 2005 р. Цього року померло 782,0 тис. осіб (16,6 на 1000). Наступний період зниження смертності припадав на 2006—2011 рр. До 2012 р. коефіцієнт смертності знизився до 14,5 на 1000, а кількість смертей до 663,1 тис. У 2013 р. смертність знову зросла до 14,6 на 1000. У 2014 р. в Україні без тимчасово окупованої території Криму було зафіксовано 632,3 тис. смертей (14,7 на 1000).
| Історична динаміка смертності | Історична динаміка смертності | Історична динаміка смертності |
| рік                           | померлих                      | коефіцієнт (на 1000 осіб)     |
| ----------------------------- | ----------------------------- | ----------------------------- |
| 1900                          | 660 723                       | 26,5                          |
| 1901                          | 657 883                       | 25,8                          |
| 1902                          | 681 580                       | 26,3                          |
| 1903                          | 663 067                       | 25,1                          |
| 1904                          | 682 068                       | 25,3                          |
| 1905                          | 779 107                       | 27,6                          |
| 1906                          | 724 045                       | 25,9                          |
| 1907                          | 701 451                       | 24,7                          |
| 1908                          | 692 624                       | 23,8                          |
| 1909                          | 744 818                       | 25,1                          |
| 1910                          | 839 491                       | 27,7                          |
| 1911                          | 670 742                       | 21,7                          |
| 1912                          | 654 157                       | 21,4                          |
| 1913                          | 715 924                       | 23,0                          |
| 1914                          | 716 875                       | 23,1                          |
| 1926                          | 518 656                       | 18,1                          |
| 1927                          | 522 600 — 579 000             | 17,6 — 19,6                   |
| 1928                          | 495 700 — 548 000             | 16,4 — 18,2                   |
| 1929                          | 538 700 — 584 900             | 17,5 — 19,1                   |
| 1930                          | 538 100 — 581 000             | 17,2 — 18,7                   |
| 1931                          | 514 700 — 610 100             | 16,1 — 19,6                   |
| 1932                          | 668 200 — 795 400             | 20,6 — 25,6                   |
| 1933                          | 1 908 900 — 3 629 000         | 61,3 — 123,0                  |
| 1934                          | 471 000 — 517 900             | 15,9 — 18,5                   |
| 1935                          | 341 900 — 362 000             | 11,7 — 12,8                   |
| 1936                          | 359 500 — 380 000             | 12,4 — 13,3                   |
| 1937                          | 428 400 — 515 000             | 14,6 — 17,6                   |
| 1938                          | 430 800 — 526 000             | 14,3 — 17,6                   |
| 1938                          | 412 598                       | ~13                           |
| 1940                          | 595 800                       | 14,3                          |
| 1946                          | 351 315                       | ~11                           |
| 1947                          | 622 297                       | ~19                           |
| 1948                          | 350 483                       | ~10                           |
| 1949                          | 325 968                       | ~9,1                          |
| 1950                          | 315 300                       | 8,5                           |
| 1951                          | 327 500                       | 8,7                           |
| 1952                          | 325 700                       | 8,5                           |
| 1953                          | 326 800                       | 8,4                           |
| 1954                          | 318 500                       | 8,1                           |
| 1955                          | 296 200                       | 7,4                           |
| 1956                          | 293 000                       | 7,3                           |
| 1957                          | 304 800                       | 7,4                           |
| 1958                          | 286 700                       | 6,9                           |
| 1959                          | 316 800                       | 7,5                           |
| 1960                          | 296 171                       | 6,9                           |
| 1961                          | 304 346                       | 7,0                           |
| 1962                          | 331 454                       | 7,6                           |
| 1963                          | 323 556                       | 7,3                           |
| 1964                          | 315 340                       | 7,0                           |
| 1965                          | 342 717                       | 7,6                           |
| 1966                          | 344 850                       | 7,5                           |
| 1967                          | 368 573                       | 8,0                           |
| 1968                          | 374 440                       | 8,0                           |
| 1969                          | 404 151                       | 8,6                           |
| 1970                          | 418 679                       | 8,8                           |
| 1971                          | 424 717                       | 8,9                           |
| 1972                          | 443 038                       | 9,2                           |
| 1973                          | 449 351                       | 9,3                           |
| 1974                          | 455 970                       | 9,4                           |
| 1975                          | 489 550                       | 10,0                          |
| 1976                          | 500 584                       | 10,2                          |
| 1977                          | 517 967                       | 10,5                          |
| 1978                          | 529 681                       | 10,7                          |
| 1979                          | 552 019                       | 11,1                          |
| 1980                          | 568 243                       | 11,4                          |
| 1981                          | 568 789                       | 11,3                          |
| 1982                          | 568 231                       | 11,3                          |
| 1983                          | 583 496                       | 11,5                          |
| 1984                          | 610 338                       | 12,0                          |
| 1985                          | 617 548                       | 12,1                          |
| 1986                          | 565 150                       | 11,1                          |
| 1987                          | 586 387                       | 11,4                          |
| 1988                          | 600 725                       | 11,6                          |
| 1989                          | 600 590                       | 11,6                          |
| 1990                          | 629 602                       | 12,1                          |
| 1991                          | 669 960                       | 12,9                          |
| 1992                          | 697 110                       | 13,4                          |
| 1993                          | 741 662                       | 14,2                          |
| 1994                          | 764 669                       | 14,7                          |
| 1995                          | 792 587                       | 15,4                          |
| 1996                          | 776 717                       | 15,3                          |
| 1997                          | 754 151                       | 15,0                          |
| 1998                          | 719 954                       | 14,5                          |
| 1999                          | 739 170                       | 15,0                          |
| 2000                          | 758 082                       | 15,5                          |
| 2001                          | 745 952                       | 15,4                          |
| 2002                          | 754 911                       | 15,7                          |
| 2003                          | 765 408                       | 16,1                          |
| 2004                          | 761 261                       | 16,1                          |
| 2005                          | 781 961                       | 16,7                          |
| 2006                          | 758 092                       | 16,3                          |
| 2007                          | 762 877                       | 16,5                          |
| 2008                          | 754 460                       | 16,4                          |
| 2009                          | 706 739                       | 15,4                          |
| 2010                          | 698 235                       | 15,3                          |
| 2011                          | 664 588                       | 14,6                          |
| 2012                          | 663 139                       | 14,6                          |
| 2013                          | 662 368                       | 14,6                          |
| 2014                          | 632 667                       | 14,7                          |

#### Дитяча смертність
У 1867—1881 рр. в українських губерніях Російської імперії у віці до 1 року в середньому вмирало 199 з 1000 народжених дітей, або 19,9 %, у 1896—1897 рр. — 200 з 1000 народжених (20 %).. У 1909 році дитяча смертність становила 191 випадок на 1000 народжених, а в епідемічному 1910 році, у віці до 1 року померли 218 з 1000 народжених дітей. За даними офіційної радянської статистики, у 1926 р. смертність дітей до 1 року в УРСР становила 141,9 випадків на 1000 народжених, на неї припадала третина всієї смертності населення (~175 з 518 тис.). Проте за даними деяких демографічних досліджень, показники дитячої та загальної смертності в СРСР 1920—1930-х років була занижена або через недосконалість обліку смертей або з ідеологічних мотивів, і реальна дитяча смертність була суттєво вищою; в УРСР вона сягала близько 180—200 випадків на 1000 народжень у 1926 і значно зросла в 1932—1933 рр.
Рівень дитячої смертності зменшувався з середини 1930-х років, проте до війни залишався порівняно високим (164 на 1000 народжених у 1940 році). У воєнні роки почалося широке використання антибіотиків у медицині, яке призвело до стрімкого зменшення рівня дитячої смертності, особливо від інфекційних хвороб. У 1950 р. дитяча смертність становила 73 випадки на 1000 народжених, у 1955 р. — 56,0, у 1960 р. знизилась 29,6 випадків на 1000 народжень, що майже у 6 разів менше ніж у 2 половині 1920-х років. Протягом наступних десятиліть продовжувалося повільне зменшення показника дитячої смертності завдяки розвитку медицини та підвищенню рівня життя.
| період    | смертність до 1 року (на 1000 народжених) |
| --------- | ----------------------------------------- |
| 1950—1954 | 70,0                                      |
| 1955—1959 | 44,0                                      |
| 1960—1964 | 25,1                                      |
| 1965—1969 | 18,9                                      |
| 1970—1974 | 17,5                                      |
| 1975—1979 | 18,8                                      |
| 1980—1984 | 16,1                                      |
| 1985—1989 | 14,4                                      |
| 1990—1994 | 14,0                                      |
| 1995—1999 | 13,9                                      |
| 2000—2004 | 10,5                                      |
| 2005—2009 | 10,0                                      |
| 2010—2013 | 8,7                                       |

Загальна кількість смертей дітей у віці до 1 року в межах сучасної України з кінця XIX ст. до початку 1930-х років становила бл. 240—280 тис. на рік. У 1940 р. смертність дітей становила 196,9 тис., 1950 — 63,2 тис., 1960 р. — 26,0 тис. дітей, 1970 р. — 12,4 тис., 1980 р. — 12,3 тис., 1990 р. — 8,4 тис., 2000 р. — 4,6 тис., 2013 р. — 4,0 тис. Частка смертності немовлят у загальній смертності населення до Другої світової війни становила 30—35 %. У 1940 р. на дітей до 1 року припадало 33,0 % загальної кількості смертей, у 1950 р. — 20,0 %, 1955 р. — 15,3 %, 1960 р. — 8,8 %, 1990 р. — 1,4 %, 2000 р. — 0,6 %, 2013 р. — 0,6 %.

#### Тривалість життя
У 1896—1897 рр. середня очікувана тривалість життя при народженні в українських губерніях Російської імперії становила 35,9 років для населення чоловічої та 36,9 років для жіночої статі. Такий низький рівень був пов'язаний із високою смертністю дітей у віці до 5 років. Так, тривалість життя дітей, які доживали до 1 року, була вже на 9—11 років вищої, і становила 46,7 років для чоловіків та 45,8 років для жінок. А очікувана тривалість життя дітей, які доживали до 5 років становила 56,4 роки для чоловіків та 54,6 для жінок.
З розвитком медицини та зменшенням смертності, особливо дитячої, тривалість життя поступово зростала. Важливий імпульс її зростанню дало масове використання антибіотиків у медицині, яке розпочалося в 1940-х роках. Середня очікувана тривалість життя при народженні в 1950 рр. збільшилася порівняно з 1939 р. більше ніж на 15 років. Тривалість життя чоловіків зросла з 47,7 до 61,3 років, жінок із 52,5 до 69,7 років. У 1964 р. середня очікувана тривалість життя при народженні досягла 71,5 років, чоловіків 67,9 років, жінок 74,6 років. На початку 1960-х тривалість життя в Україні була на рівні найрозвинутіших країн світу.
Середня очікувана тривалість життя при народженні в 1964 р., років
|                 | чоловіки | жінки |
| --------------- | -------- | ----- |
| Канада          | 68,6     | 75,1  |
| Україна         | 68,5     | 75,0  |
| Велика Британія | 68,4     | 74,6  |
| Франція         | 67,7     | 74,8  |
| Німеччина       | 67,6     | 73,3  |
| Іспанія         | 67,8     | 73,1  |
| Італія          | 67,6     | 73,2  |
| США             | 66,8     | 73,8  |

З кінця 1960-х років в СРСР почали фіксувати зменшення тривалості життя, особливо серед чоловіків. Цей процес не оминув Україну, за 1964—1980 рр. середня очікувана тривалість життя при народженні для чоловіків зменшилася на 3,9 роки, з 68,5 до 64,6 років, для жінок на 0,9 роки, з 75 до 74,1 року.
Зміна тривалості життя чоловіків в Україні та США з 1960 р.
|                | 1960 | 1964 | 1968 | 1972 | 1976 | 1980 | 1984 | 1988 | 1992 | 1996  | 2000  | 2004  | 2008  | 2012  | 2013  |
| -------------- | ---- | ---- | ---- | ---- | ---- | ---- | ---- | ---- | ---- | ----- | ----- | ----- | ----- | ----- | ----- |
| Україна        | 67,4 | 68,5 | 67,4 | 66,5 | 65,7 | 64,6 | 64,6 | 66,6 | 63,8 | 61,5  | 62,1  | 62,0  | 62,3  | 66,1  | 66,4  |
| США            | 66,6 | 66,8 | 66,6 | 67,4 | 69,1 | 70,0 | 71,1 | 71,3 | 72,3 | 73,1  | 74,2  | 75,0  | 75,7  | 76,4  | 76,4  |
| Різниця, років | +0,8 | +1,6 | +0,8 | –0,9 | –3,4 | –5,4 | –6,5 | –4,8 | –8,5 | –11,6 | –12,1 | –13,0 | –13,5 | –10,3 | –10,0 |

Після деякого зростання в 1981—1986 рр., тривалість життя знову почала знижуватися і досягла в 1995 р. мінімального значення з початку 1950-х. Середня очікувана тривалість життя при народженні в 1995 р. становила 66,8 років (чоловіки 61,2 роки, жінки 72,5 роки). Низький рівень тривалості життя (67—68 років) спостерігався до 2008 р. З 2009 року тривалість життя зростала і у 2013 становила вже 71,4 роки (чоловіки 66,3 роки, жінки 76,2 роки), повернувшись на рівень початку 1960-х років. Тривалість життя серед жінок у 2012—2013 рр. вже перевищувала історичні максимуми 50-річної давнини, тоді як тривалість життя чоловіків залишається на 1—2 роки нижчою.
Динаміка тривалості життя у XX ст. відзначался поступовим зростанням розриву між тривалістю життя чоловіків і жінок. На початку XX ст. середня очікувана тривалість життя при народженні для жінок перевищувала тривалість для чоловіків приблизно на 1 рік. Наприкінці 1920-х років розрив зріс до 3—4 років, у 1960-х він становив вже бл. 6,5 років, у 1975—1985 рр. — 9 років. У 1992—2011 рр. тривалість життя жінок була вищою ніж у чоловіків більш ніж на 10 років, у 2005 і 2007 роках — на 11,9 років. З 2008 року тривалість життя чоловіків зростає швидшими темпами проте розрив залишається високим. У 2012—2013 рр. середня очікувана тривалість життя для жінок була на 9,9 років більшою ніж для чоловіків.
Середня очікувана тривалість життя при народженні, років
|          | 1900 | 1905 | 1912 | 1916 | 1920 | 1922 | 1923 | 1928 | 1933 | 1939 | 1942 | 1947 | 1948 | 1950 | 1955 | 1960 | 1965 | 1970 | 1975 | 1980 | 1985 | 1990 | 1995 | 2000 | 2004 | 2008 | 2013 |
| -------- | ---- | ---- | ---- | ---- | ---- | ---- | ---- | ---- | ---- | ---- | ---- | ---- | ---- | ---- | ---- | ---- | ---- | ---- | ---- | ---- | ---- | ---- | ---- | ---- | ---- | ---- | ---- |
| Чоловіки | 36,9 | 35,0 | 41,1 | 31,0 | 29,0 | 35,0 | 42,3 | 45,1 | 11,3 | 47,7 | 17,7 | 40,3 | 53,3 | 61,3 | 65,4 | 67,4 | 67,9 | 66,3 | 65,5 | 64,6 | 65,2 | 65,7 | 61,3 | 62,3 | 62,0 | 62,2 | 66,3 |
| Жінки    | 37,6 | 37,0 | 41,6 | 39,0 | 35,0 | 41,0 | 46,4 | 48,5 | 14,3 | 52,5 | 25,6 | 50,2 | 62,0 | 69,7 | 72,2 | 73,9 | 74,6 | 74,3 | 74,2 | 74,0 | 74,0 | 75,0 | 72,6 | 73,6 | 73,6 | 74,2 | 76,2 |

## Міграція

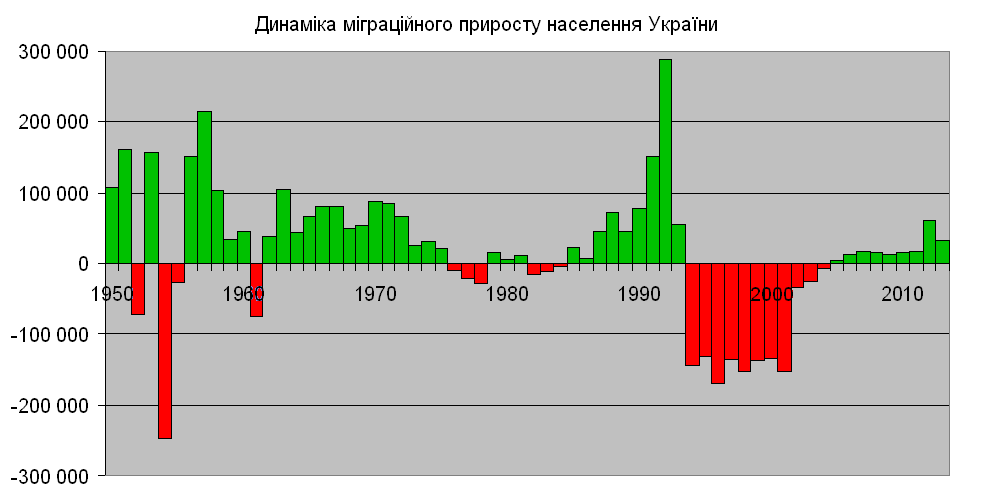
Міграційний приріст населення з 1950 року

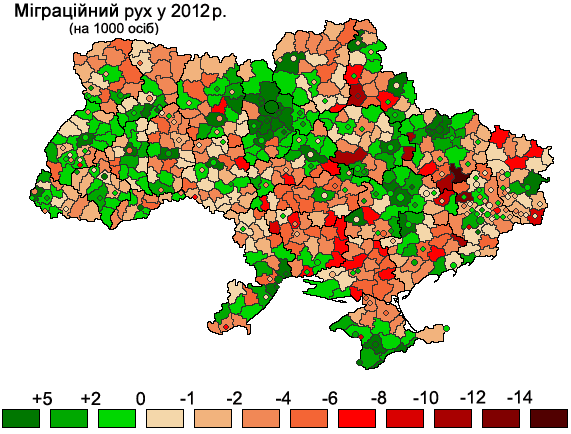
Міграційний приріст у 2012 році

Через відносну малозаселеність та сприятливі природні умови, українські землі здавна приваблювали мігрантів з сусідніх країн. На XIV—XV ст. припадає активне розселення поляків, німців та євреїв на Галичині та Волині, у другій половини XV ст. — на Поділлі та Київщині. Друга хвиля зовнішньої міграції почалася у другій половині XVIII ст. Влада Російської імперії заохочувала підданих європейських держав переселятися на малозаселені землі Причорномор'я, відвойовані у Туреччини. Найбільшими переселенськими групами у цей період були німці, болгари, молдовани та серби. У XIX ст. іміграція німців, чехів, болгар продовжувалася; важливим напрямком, окрім Причорномор'я, стала Волинь.
Іміграція росіян на територію України (переважно Слобощанщину та степові регіони) розпочалася в XVIII ст. і значно прискорилася у другій половині XIX ст. За 1858—1900-ті роки їхня чисельність зросла більш ніж у 4 разів, з 0,5 млн до 2,5 млн осіб, а питома вага у населенні з 3,5 % до понад 8 %.
Наприкінці XIX ст. почалася і масова еміграція населення. Першими емігрантами були євреї, які їхали переважно у США, менше — до країн Західної Європи. У 1880-х почалася еміграція українців та поляків з австрійської Галичини до Північної та Південної Америки. З 1890-х років почалося переселення сільського населення російської України на малозаселені території Сибіру та Далекого сходу, яке досягло піку у десятиліття перед Першою світовою війною.
Перша світова війна, революція та громадянська війна призвели до значного міграційного відтоку населення всіх національностей. Міграційна привабливість УРСР знову виросла з середини 1920-х років, під час проведення індустріалізації. Після закінчення Другої світової війни, Українська РСР три десятиліття характеризувалася високим міграційним приростом населення. За 1950-ті роки кількість прибулих до Української РСР перевищила кількість вибулих на 580 тис. осіб, за 1960-ті на 489 тис. Міграційна ситуація змінилася у середині 1970-х років. Якщо в 1970—1974 рр. спостерігався міграційний приріст, який становив 294 тис. осіб, то в 1975—1979 рр. вже було зафіксоване міграційне скорочення у 22 тис. осіб, у 1980—1984 рр. — на 14 тис. осіб.
Міграційний приріст, пов'язаний із погіршенням економічної та соціально-політичної ситуації у деяких республіках СРСР та відтоком звідти населення, почав зростати з середини 1980-х, особливо з 1987 р. та досяг піку у на початку 1990-х рр. Тільки за 1990—1991 рр. в Україну в'їхали на 439 тис. осіб більше, ніж виїхали, а загалом за 1985—1992 рр. міграційний приріст становив 768 тис. осіб. Внаслідок міграції, у 1993 р. було зафіксовано історичний максимум чисельності населення України, 52,2 млн осіб.
Економічна криза в Україні та уповільнення міграції з республік колишнього СРСР призводили до різкого погіршення міграційного балансу. Якщо в 1992 р. міграційний приріст становив 287,8 тис. осіб, то в 1993 р. тільки 54,5 тис., а в 1994 р. вперше з 1984 р. був зафіксований міграційний відтік, який становив 142,9 тис. осіб.
За 1994—2001 рр. кількість вибулих перевищила кількість прибулих на 1155,8 тис. осіб. За даними держкомстату, у 2005 р. кількість прибулих знову перевищила кількість вибулих на 4,6 тис., за 2005—2013 рр. — на 191,0 тис., а за період після перепису 2001 року — на 125,4 тис. осіб. Втім, ці дані можуть бути уточнені після проведення наступного перепису населення.
| Міграційний баланс України | Міграційний баланс України | Міграційний баланс України                      |
|                            | Сальдо міграції, тис.      | Коефіцієнт міграційного приросту (на 1000 осіб) |
| -------------------------- | -------------------------- | ----------------------------------------------- |
| 1950                       | 106,1                      | 2,9                                             |
| 1951                       | 160,1                      | 4,3                                             |
| 1952                       | –72,0                      | –1,9                                            |
| 1953                       | 157,3                      | 4,1                                             |
| 1954                       | –245,6                     | –6,3                                            |
| 1955                       | –27,5                      | –0,7                                            |
| 1956                       | 151,0                      | 3,8                                             |
| 1957                       | 214,2                      | 5,3                                             |
| 1958                       | 102,9                      | 2,5                                             |
| 1959                       | 33,5                       | 0,8                                             |
| 1960                       | 46,0                       | 1,1                                             |
| 1961                       | –75,1                      | –1,7                                            |
| 1962                       | 38,3                       | 0,9                                             |
| 1963                       | 104,8                      | 2,4                                             |
| 1964                       | 44,9                       | 1,0                                             |
| 1965                       | 67,4                       | 1,5                                             |
| 1966                       | 79,5                       | 1,7                                             |
| 1967                       | 80,0                       | 1,7                                             |
| 1968                       | 49,3                       | 1,1                                             |
| 1969                       | 54,0                       | 1,2                                             |
| 1970                       | 87,1                       | 1,8                                             |
| 1971                       | 83,6                       | 1,8                                             |
| 1972                       | 67,4                       | 1,4                                             |
| 1973                       | 25,1                       | 0,5                                             |
| 1974                       | 31,1                       | 0,6                                             |
| 1975                       | 20,2                       | 0,4                                             |
| 1976                       | –10,0                      | –0,2                                            |
| 1977                       | –20,2                      | –0,4                                            |
| 1978                       | –28,6                      | –0,6                                            |
| 1979                       | 16,2                       | 0,3                                             |
| 1980                       | 5,9                        | 0,1                                             |
| 1981                       | 11,4                       | 0,2                                             |
| 1982                       | –16,1                      | –0,3                                            |
| 1983                       | –11,2                      | –0,2                                            |
| 1984                       | –4,0                       | –0,1                                            |
| 1985                       | 22,8                       | 0,4                                             |
| 1986                       | 7,8                        | 0,2                                             |
| 1987                       | 46,3                       | 0,9                                             |
| 1988                       | 73,2                       | 1,4                                             |
| 1989                       | 46,2                       | 0,9                                             |
| 1990                       | 78,3                       | 1,5                                             |
| 1991                       | 151,3                      | 3,0                                             |
| 1992                       | 287,8                      | 5,6                                             |
| 1993                       | 54,5                       | 1,0                                             |
| 1994                       | –142,9                     | –2,7                                            |
| 1995                       | –131,6                     | –2,6                                            |
| 1996                       | –169,2                     | –3,4                                            |
| 1997                       | –136,0                     | –2,6                                            |
| 1998                       | –152,0                     | –3,0                                            |
| 1999                       | –138,3                     | –2,7                                            |
| 2000                       | –133,6                     | –2,7                                            |
| 2001                       | –152,2                     | –3,1                                            |
| 2002                       | –33,8                      | –0,7                                            |
| 2003                       | –24,2                      | –0,5                                            |
| 2004                       | –7,6                       | –0,2                                            |
| 2005                       | 4,6                        | 0,1                                             |
| 2006                       | 14,2                       | 0,3                                             |
| 2007                       | 16,8                       | 0,4                                             |
| 2008                       | 14,9                       | 0,3                                             |
| 2009                       | 13,4                       | 0,3                                             |
| 2010                       | 16,1                       | 0,4                                             |
| 2011                       | 17,1                       | 0,4                                             |
| 2012                       | 61,8                       | 1,3                                             |
| 2013                       | 31,9                       | 0,7                                             |

## Динаміка

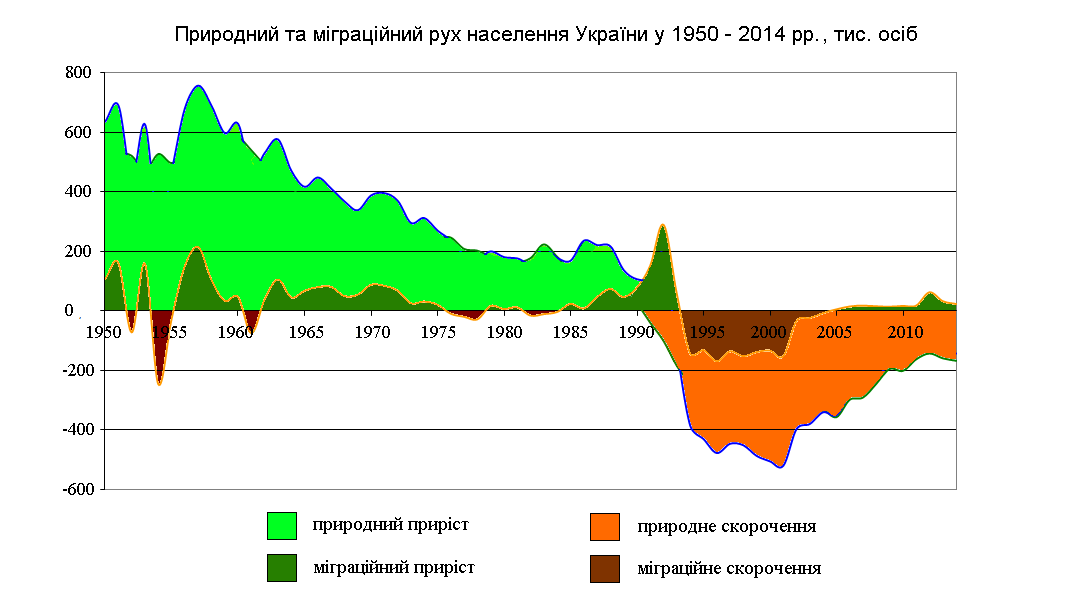
Історична динаміка природного та міграційного приросту

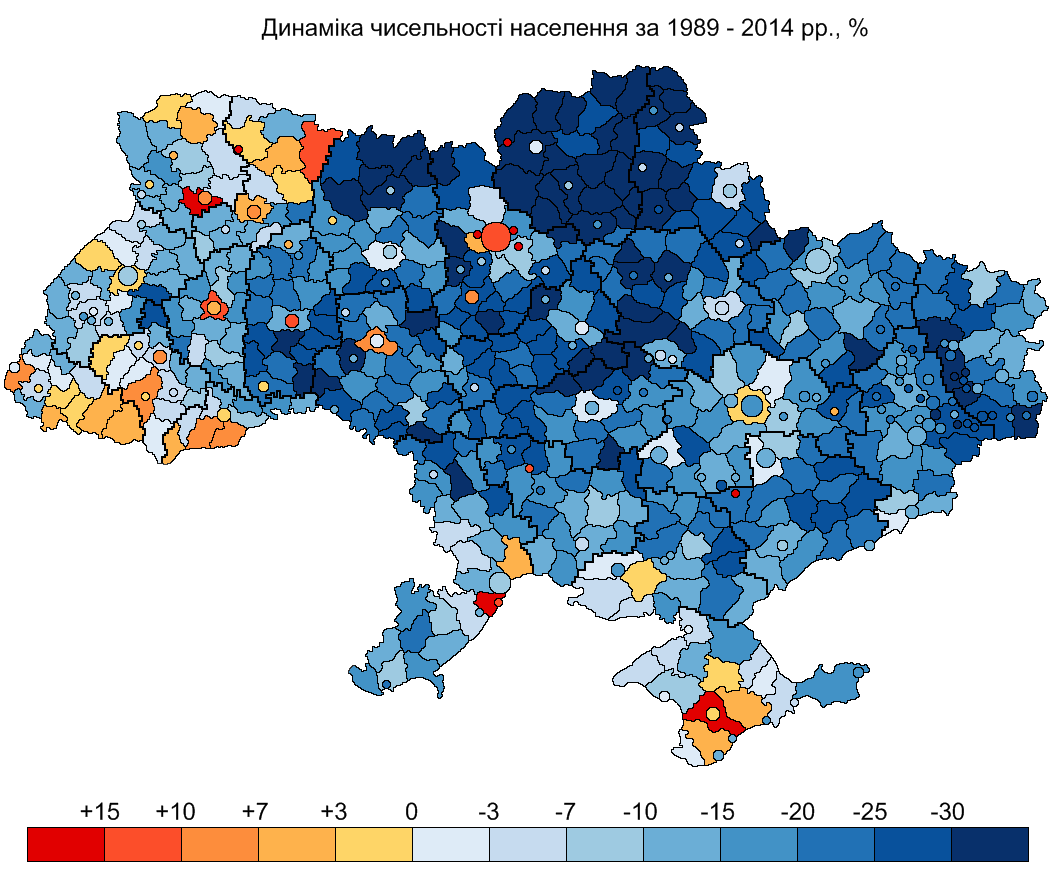
Динаміка чисельності населення за 1989—2014 рр.

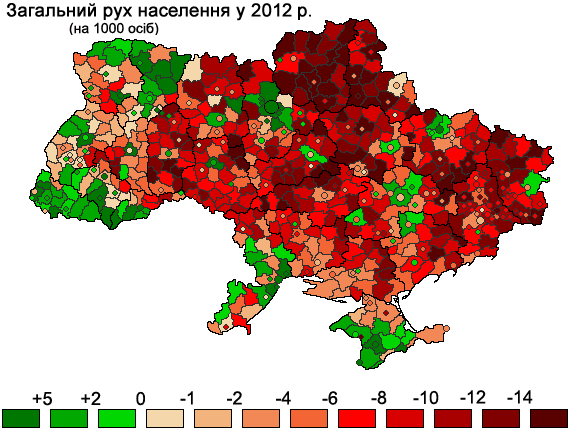
Динаміка чисельності населення у 2012 році

Основним фактором зміни чисельності населення України був природний рух населення, різниця між кількістю народжених і померлих. У окремі історичні періоди значний вплив мала міграція: на початку XX ст. еміграція сільського населення у Сибір та на Далекий Схід, у 1920—1930-х роках іміграція населення з республік СРСР у промислові міста Східної України. У окремі роки під час Громадянської війни та Світових воєн спостерігалися як міграційний відтік населення, так і природне скорочення населення. Перевищення смертності над народжуваністю та міграційним сальдо спостерігалося також у окремі періоди під час голоду 1921—1923 та 1932—1933 рр.
Після 1947 р. в Україні встановився високий рівень приросту населення, який тривав до середини 1960-х років. У 1950—1964 рр. чисельність населення України збільшувалася в середньому на 570 тис. щорічно і за 15 років зросла на 23,4 % (8,55 млн осіб). Основним фактором був природний рух населення, на який припадало 91,4 % всього приросту (7,81 млн), тоді як на міграційний приріст — 8,6 % (0,74 млн).
З кінця 1950-х почалося поступове зменшення приросту населення через зменшення як природного так і міграційного приросту. Середньорічний коефіцієнт приросту населення в 1955—1959 рр. становив 15,7 на 1000 осіб і зменшився у до 12,2 у 1960—1964 рр., 8,6 у 1965—1969 рр. і 7,3 у 1970—1974 рр. У 1976—1984 рр. сальдо міграції УРСР було від'ємним і весь приріст населення забезпечувався природним приростом. У цей період приріст населення досяг мінімуму, середньорічний коефіцієнт приросту населення в 1975—1979 рр. становив тільки 4,3 на 1000, у 1980—1984 рр. — 3,6 на 1000, у 1985—1989 рр. — 3,8 на 1000. Порівняно з 1950-ми роками темпи приросту населення зменшилися у 3—4 рази.
З 1991 р. в Україні почалося природне скорочення чисельності населення, яке однак компенсувалося до 1992 р. міграційним приростом. У 1993 р. природне скорочення населення перевищило величину міграційного приросту і чисельність населення зменшилася вперше з 1940-х років. У 1994 р. вперше було зафіксоване перше за 10 років міграційне скорочення, а темпи депопуляції зросли порівняно з 1993 р. у 3 рази.
З 1994 по 2004 р. динаміка населення України характеризувалася як природним скороченням так і міграційним відтоком. Максимального піку депопуляція досягла в 1999—2001 рр., коли чисельність населення щорічно зменшувалася на 480—520 тис. осіб., а коефіцієнт приросту населення опускався до −10,7 на 1000 осіб. З 2002 р. відбувалося зменшення природного скорочення та покращення міграційного сальдо, яке тривало до 2012 р. Абсолютна величина депопуляції зменшилася з 521,7 тис. у 2001 р. (–10,7 на 1000 осіб) до 61,8 тис. у 2012 р. (–1,8 на 1000 осіб). У 2013 р. знову було зафіксоване збільшення природного скорочення та зменшення міграційного приросту, яке продовжилося у 2014 р.
За період 1991—2014 рр. чисельність населення України скоротилася на 6662 тис. осіб. Частка природного скорочення становила 92,3 % (кількість смертей перевищувала кількість народжень на 6148 тис.), частка міграційного скорочення 7,7 % (кількість вибулих перевищила кількість прибулих на 514,2 тис.).
У перший період (1991—1993 рр), який характеризувався значним міграційним приростом, загальний приріст чисельності населення становив 170 тис. осіб. (природне скорочення 324 тис., міграційний приріст 494 тис.). У другий період (1994—2005 рр.), який характеризувався найвищими темпами як природної так і міграційної депопуляції, загальне скорочення чисельності населення становило 5185 тис. осіб (природне скорочення 3968 тис., міграційне скорочення 1217 тис.). У третій період (2006—2014 рр.), який характеризувався деяким покращенням демографічної ситуації, скорочення чисельності населення становило 1647 тис. осіб (природне скорочення 1856 тис., міграційний приріст 209 тис.).
| Щорічна динаміка населення України в 1950—2014 рр. | Щорічна динаміка населення України в 1950—2014 рр. | Щорічна динаміка населення України в 1950—2014 рр. | Щорічна динаміка населення України в 1950—2014 рр. | Щорічна динаміка населення України в 1950—2014 рр. |
|                                                    | природн. приріст                                   | сальдо міграції                                    | загальн. приріст                                   | коеф. приросту                                     |
| рік                                                | тис. осіб                                          | тис. осіб                                          | тис. осіб                                          | на 1000 осіб                                       |
| -------------------------------------------------- | -------------------------------------------------- | -------------------------------------------------- | -------------------------------------------------- | -------------------------------------------------- |
| 1950                                               | 529,3                                              | 106,1                                              | 635,4                                              | 17,2                                               |
| 1951                                               | 530,5                                              | 160,1                                              | 690,6                                              | 18,4                                               |
| 1952                                               | 520,7                                              | –72,0                                              | 448,7                                              | 11,8                                               |
| 1953                                               | 468,8                                              | 157,3                                              | 626,1                                              | 16,2                                               |
| 1954                                               | 526,6                                              | –245,6                                             | 281,0                                              | 7,2                                                |
| 1955                                               | 496,5                                              | –27,5                                              | 469,0                                              | 11,9                                               |
| 1956                                               | 529,6                                              | 151,0                                              | 680,6                                              | 17,0                                               |
| 1957                                               | 543,0                                              | 214,2                                              | 757,2                                              | 18,6                                               |
| 1958                                               | 586,8                                              | 102,9                                              | 689,7                                              | 16,6                                               |
| 1959                                               | 563,7                                              | 33,5                                               | 597,2                                              | 14,2                                               |
| 1960                                               | 582,6                                              | 46,0                                               | 628,6                                              | 14,7                                               |
| 1961                                               | 539,1                                              | –75,1                                              | 464,0                                              | 10,7                                               |
| 1962                                               | 491,7                                              | 38,3                                               | 530,0                                              | 12,1                                               |
| 1963                                               | 471,4                                              | 104,8                                              | 576,2                                              | 13,0                                               |
| 1964                                               | 426,3                                              | 44,9                                               | 471,2                                              | 10,5                                               |
| 1965                                               | 349,4                                              | 67,4                                               | 416,8                                              | 9,2                                                |
| 1966                                               | 368,6                                              | 79,5                                               | 448,2                                              | 9,8                                                |
| 1967                                               | 330,8                                              | 80,0                                               | 410,8                                              | 8,9                                                |
| 1968                                               | 318,6                                              | 49,3                                               | 367,9                                              | 7,9                                                |
| 1969                                               | 283,8                                              | 54,0                                               | 337,8                                              | 7,2                                                |
| 1970                                               | 300,5                                              | 87,1                                               | 387,6                                              | 8,2                                                |
| 1971                                               | 312,0                                              | 83,6                                               | 395,6                                              | 8,3                                                |
| 1972                                               | 302,7                                              | 67,4                                               | 370,0                                              | 7,7                                                |
| 1973                                               | 270,2                                              | 25,1                                               | 295,3                                              | 6,1                                                |
| 1974                                               | 280,6                                              | 31,1                                               | 311,7                                              | 6,4                                                |
| 1975                                               | 249,3                                              | 20,2                                               | 269,5                                              | 5,5                                                |
| 1976                                               | 246,5                                              | –10,0                                              | 236,5                                              | 4,8                                                |
| 1977                                               | 208,3                                              | –20,2                                              | 188,1                                              | 3,8                                                |
| 1978                                               | 202,5                                              | –28,6                                              | 173,9                                              | 3,5                                                |
| 1979                                               | 183,2                                              | 16,2                                               | 199,4                                              | 4,0                                                |
| 1980                                               | 174,2                                              | 5,9                                                | 180,1                                              | 3,6                                                |
| 1981                                               | 164,4                                              | 11,4                                               | 175,8                                              | 3,5                                                |
| 1982                                               | 177,4                                              | –16,1                                              | 161,3                                              | 3,2                                                |
| 1983                                               | 223,6                                              | –11,2                                              | 212,4                                              | 4,2                                                |
| 1984                                               | 181,7                                              | –4,0                                               | 177,7                                              | 3,5                                                |
| 1985                                               | 145,2                                              | 22,8                                               | 168,1                                              | 3,3                                                |
| 1986                                               | 227,4                                              | 7,8                                                | 235,2                                              | 4,6                                                |
| 1987                                               | 174,5                                              | 46,3                                               | 220,8                                              | 4,3                                                |
| 1988                                               | 143,3                                              | 73,2                                               | 216,5                                              | 4,2                                                |
| 1989                                               | 90,4                                               | 46,2                                               | 136,6                                              | 2,6                                                |
| 1990                                               | 27,6                                               | 78,3                                               | 105,9                                              | 2,0                                                |
| 1991                                               | –39,1                                              | 151,3                                              | 112,2                                              | 2,2                                                |
| 1992                                               | –100,3                                             | 287,8                                              | 187,5                                              | 3,7                                                |
| 1993                                               | –184,2                                             | 54,5                                               | –129,7                                             | –2,5                                               |
| 1994                                               | –243,1                                             | –142,9                                             | –386,0                                             | –7,4                                               |
| 1995                                               | –299,7                                             | –131,6                                             | –431,3                                             | –8,4                                               |
| 1996                                               | –309,5                                             | –169,2                                             | –478,7                                             | –9,4                                               |
| 1997                                               | –311,6                                             | –136,0                                             | –447,6                                             | –8,8                                               |
| 1998                                               | –300,7                                             | –152,0                                             | –452,7                                             | –9,0                                               |
| 1999                                               | –350,0                                             | –138,3                                             | –488,3                                             | –9,8                                               |
| 2000                                               | –373,0                                             | –133,6                                             | –506,6                                             | –10,3                                              |
| 2001                                               | –369,5                                             | –152,2                                             | –521,7                                             | –10,7                                              |
| 2002                                               | –364,2                                             | –33,8                                              | –398,0                                             | –8,3                                               |
| 2003                                               | –356,8                                             | –24,2                                              | –381,0                                             | –8,0                                               |
| 2004                                               | –334,0                                             | –7,6                                               | –341,6                                             | –7,2                                               |
| 2005                                               | –355,9                                             | 4,6                                                | –351,3                                             | –7,5                                               |
| 2006                                               | –297,7                                             | 14,2                                               | –283,5                                             | –6,1                                               |
| 2007                                               | –290,2                                             | 16,8                                               | –273,4                                             | –5,8                                               |
| 2008                                               | –243,9                                             | 14,9                                               | –229,0                                             | –5,0                                               |
| 2009                                               | –194,2                                             | 13,4                                               | –180,8                                             | –3,9                                               |
| 2010                                               | –200,5                                             | 16,1                                               | –184,4                                             | –4,0                                               |
| 2011                                               | –162,0                                             | 17,1                                               | –144,9                                             | –3,1                                               |
| 2012                                               | –142,4                                             | 61,8                                               | –80,6                                              | –1,8                                               |
| 2013                                               | –158,7                                             | 31,9                                               | –126,8                                             | –2,8                                               |
| 2014                                               | –166,8                                             | 22,6                                               | –144,2                                             | –3,4                                               |

### Області
|           |  |           |  |           |  |
| 1926—1939 |  | 1939—1959 |  | 1959—1970 |  |

|           |  |           |  |           |  |
| 1970—1979 |  | 1979—1989 |  | 1989—2001 |  |

### Райони
|           |  |           |  |           |  |           |  |
| 1970—1979 |  | 1970—1989 |  | 1989—2012 |  | 1970—2010 |  |

|           |  |           |  |           |  |           |  |
| 1989—2001 |  | 2002—2006 |  | 2006—2010 |  | 2010—2014 |  |

## Урбанізація

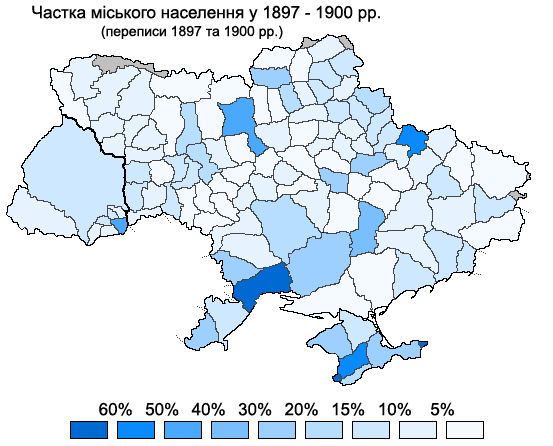
Частка міського населення в 1897 р.

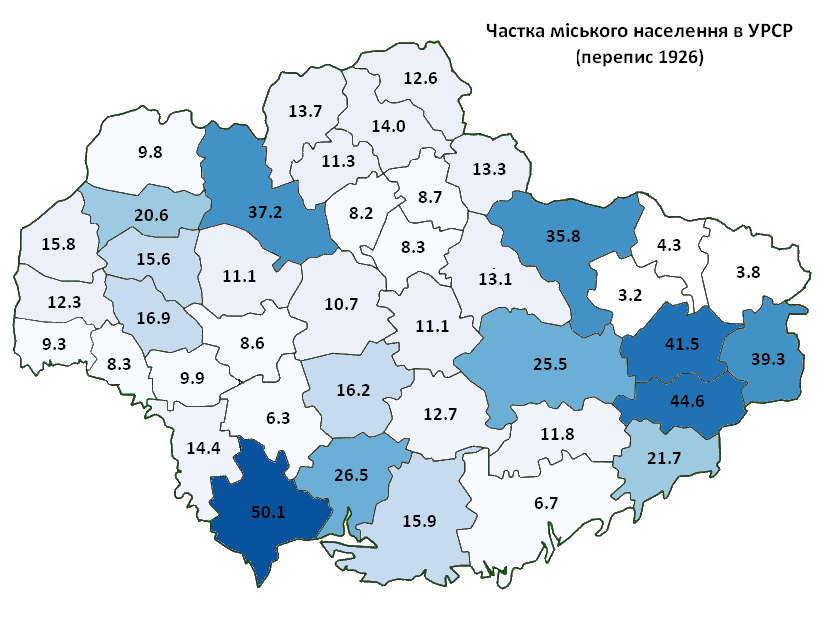
Частка міського населення в 1926 р.

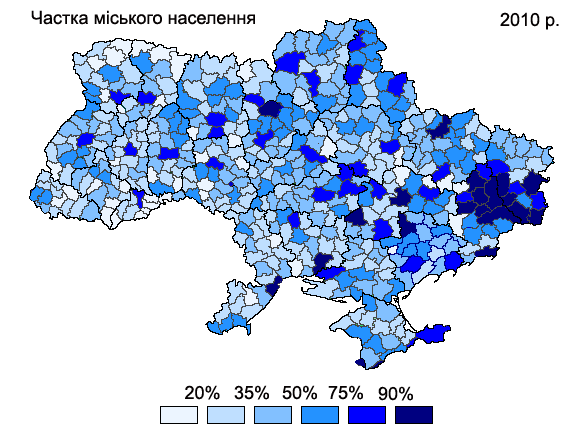
Частка міського населення у 2010 р.

Наприкінці XIX ст. у містах мешкало 12 % населення українських земель. Цей показник був найвищим у слабозаселених степових губерніях, Херсонській (28,9 % за переписом 1897 р.) і Таврійській (20,0 %). Вище середнього (від 13 до 15 %) була частка міського населення у Київській і Харківській губерніях із великими губернськими містами, а також у австрійській Східній Галичині, де щільність населених пунктів зі статусом міста була історично вищою. Це відрізняло австрійську частину України від російської, де містечка офіційно не відносилися до міського населення. Найнижчий рівень урбанізації спостерігався у губерніях правобережної України, Подільській та Волинській, де міські жителі становили менше 8 %. Ці губернії характеризувалися і найбільшим поширенням містечок, перехідних населених пунктів, які мали певні ознаки міського населення, але офіційно до нього не відносилися. Перед Першою Світовою у містах мешкало понад 15 % населення України. Порівняно з початком століття чисельність міського населення зросла більше ніж на 60 %.
За даними перепису 1926 р. в Українській РСР і Криму налічувалося 5673 тис. міського населення, що становило 19,2 % всього населення. Рівень урбанізації був нерівномірним, від 11—13 % у центральних областях до понад 30 % у Криму, Донецькій та Одеській областях. У сучасних межах п'яти східних областей налічувалося 2053 тис. міського населення, що становило 25,1 % їхнього загального населення, у чотирьох південних 1082 тис. (29,5 %). На центральні області разом із Києвом припадало 2538 тис. міських жителів, або 14,4 % всього населення).
На 1920—1930-ті припадає період форсованої індустріалізації в СРСР і безпрецедентного зростання чисельності міського населення, особливо на сході УРСР. Так, за період між переписами 1926—1939 р. чисельність міського населення в межах Донецької області виросла у 3,7 рази (з 0,65 до 2,42 млн), Луганської — у 4,2 рази (з 0,29 до 1,21 млн), Запорізької — у 4,2 рази (з 0,13 до 0,55 млн), Дніпропетровської — у 3 рази (з 0,40 до 1,21 млн). У 1930-х роках у 5 регіонах (Донецькій, Луганській, Дніпропетровській, Харківській та Криму) чисельність міського населення вперше перевищила чисельність сільського. У Донецькій області частка міського населення досягла 78 %, у Луганській 66 %. На 5 східних областей припадало 6,73 млн міського населення, або 49,6 % загальноукраїнської чисельності. Рівень урбанізації східної України досяг у 1939 р. 60,3 % населення, що майже вдвічі перевищувало середній показник по УРСР (33,5 %). У той же час у більшості центральних областей темпи урбанізації були дуже низькими, у деяких областях за 1926—1939 рр. була зафіксована або стагнація чисельності міського населення (Хмельницька область) або навіть скорочення його чисельності (Вінницька область). Менше 12 % населення цих областей у 1939 р. відносилися до міських жителів.
Станом на 1939 р. у межах УРСР у кордонах 1926 р. і Криму налічувалося 11,82 млн міських жителів. Порівняно з 1926 р. чисельність міського населення УРСР у старих кордонах зросла у 2,1 рази, а рівень урбанізації — з 19,2 % до 38,5 % населення. У 1939—1940 рр. до складу УРСР увійшли 6 областей Галичини, Волині та Буковини, де за оцінками радянської статистики в 1939 р. налічувалося 1,75 млн міських жителів, а рівень урбанізації становив 21,8 %. Найвища урбанізація серед новоприєднаних регіонів була зафіксована у межах сучасної Львівської області (31,7 %), а найнижча — у межах Рівненської та Тернопільської (12—13 %). Загальна чисельність міського населення території України (без Закарпаття) у 1939 р. становила 13,57 млн осіб, або 33,5 % всього населення, сільського — 26,90 млн (66,5 %).
За переписом 1959 р. міське населення України налічувало 19,15 млн осіб, або 45,7 % населення. На початку 1960-х чисельність міського населення України вперше перевищила чисельність сільського. За переписом 1970 р. у міських поселеннях мешкало 25,69 млн осіб (54,5 % населення), за переписом 1979 р. — 30,51 млн (61,3 %), за переписом 1989 року — 34,59 млн (66,9 %).
Чисельність міського та сільського населення України, тис.
|      | міста     | міста |  | села      | села |
|      | населення | %     |  | населення | %    |
| ---- | --------- | ----- |  | --------- | ---- |
| 1897 | 4 320     | 15,2  |  | 24 125    | 84,8 |
| 1913 | 6 790     | 19,3  |  | 28 420    | 80,7 |
| 1939 | 13 569    | 33,5  |  | 26 900    | 66,5 |
| 1959 | 19 147    | 45,7  |  | 22 722    | 54,3 |
| 1970 | 25 689    | 54,5  |  | 21 438    | 45,5 |
| 1979 | 30 512    | 61,3  |  | 19 243    | 38,7 |
| 1989 | 34 588    | 66,9  |  | 17 119    | 33,1 |
| 2001 | 32 574    | 67,2  |  | 15 883    | 32,8 |
| 2014 | 31 337    | 69,0  |  | 14 090    | 31,0 |

Протягом 1970—1980-х років темпи урбанізації поступово зменшувалися, досягнувши мінімуму в 1990-ті роки. За період між переписами 1989 і 2001 рр. чисельність міського населення України скоротилася на 2,01 млн осіб, до 32,57 млн, а рівень урбанізації у 2001 р. порівняно з 1989 р. зріс всього на 0,3 відсоткові пункти, до 67,2 %. За даними держкомстату станом на 1 січня 2014 р. у міських поселеннях України проживали 31,34 млн осіб (69,0 %), що на 3,8 % менше ніж за результатами останнього перепису.

### Найбільші міста
До XIV ст. найбільшим за населенням містом на території України був Київ, з XIV ст. до середини XIX ст. — Львів. Станом на 1810 р. у Львові мешкало 41,4 тис. осіб, у Києві 23,3 тис. Населення інших великих міст (Одеси, Харкова, Полтави, Бродів, Тернополя) не перевищувало 10—14 тис. осіб.
У першій половині XIX ст. швидко зростала чисельність населення міст Причорномор'я, особливо Одеси, чиє населення в 1840 р. налічувало 55 тис. осіб. Львів у цей час ще залишався найбільшим містом на території України з населення бл. 58 тис. осіб, проте темпи його росту були порівняно низькими. Київ був за чисельністю населення третім містом на українських землях, у ньому в 1840 р. проживало 44,7 тис. осіб.
З середини XIX ст. найбільшим містом на українських землях стала Одеса, у 1863 р. її населення становило 119,0 тис. осіб, в той час як у Львові бл. 77 тис. осіб, у Києві — 68,4 тис. осіб. Іншими великими містами в 1863 р. були Миколаїв (64,6 тис.), Бердичів (53,2 тис..), Харків (52,0 тис.), Херсон (40,1 тис.), Житомир (38,4 тис.).
У другій половині XIX ст. зростання чисельності населення найбільших міст значно прискорилося. За переписом 1897 року в Одесі проживало 403,8 тис. осіб, у Києві 247,7 тис., у Харкові 174,0 тис. Львів за чисельністю населення посідав вже тільки четверте місце, у ньому мешкало бл 165 тис. осіб. Населення Катеринослава становило 112,8 тис. осіб, Миколаєва 92,0 тис., Житомира 65,9 тис., Кременчука 63,0 тис., Чернівців і Єлисаветграда — бл. 62 тис. осіб.
Перед Першою Світовою війною найбільшими містами на території України були Київ (520,5 тис.) і Одеса (499,5 тис.). Більше 100 тис. населення мали Харків (244,7 тис.), Львів (бл. 215 тис.), Катеринослав (211,1 тис.), Миколаїв (103,5 тис.). До найбільших міст станом на початок 1914 року належали також Херсон (96,2 тис.), Чернівці (бл. 90 тис.), Житомир (86,4 тис.).
Світова війна, революція, громадянська війна та голод 1914—1923 рр. призвели до економічного занепаду багатьох міст, їх депопуляції. За переписом 1926 р. чисельність населення найбільших міст, Києва і Одеси, була меншою ніж до війни: у Києві мешкало 493,9 тис. осіб, у Одесі 411,4 тис. Значне зростання чисельності населення, до 409,5 тис. осіб, було зафіксоване у Харкові, який став першою столицею УРСР. У Львові проживало бл. 220 тис. осіб, у Дніпропетровську 187,6 тис., у Донецьку 105,7 тис.
Кінець 1920-х і 1930-ті роки характеризувалися бурхливим зростанням промислових міст сходу УРСР, особливо Донбасу. За переписом 1939 р. 7 З 10 найбільших міст на території України знаходилися у п'яти східних областях (у 1926 р. — тільки 3), з них 3 — у Донецькій області. Найбільшими містами в 1939 р. залишалися Київ (846,7 тис.), Харків (832,9 тис.) та Одеса (601,7 тис.). Майже втричі за 13 років зросла чисельність населення Дніпропетровська, до 527,0 тис. осіб. Населення Донецька збільшилося у 4,4 рази, до 466,3 тис. осіб. Темпи зростання населення Львова значно поступалися темпам міст УРСР. До кінця 1930-х років він опустився на 6 місце за чисельністю, його населення становило 320 тис. осіб. Іншими великими містами в 1939 р. були Запоріжжя (за 13 років населення зросло у 5,1 рази, до 281,8 тис.), Макіївка (збільшення чисельності населення у 4,8 рази за 1926—1939 рр., до 241,9 тис. Населення Маріуполя за міжпереписний період зросло у 5,4 рази, до 221,5 тис., а Луганська — у 3 рази, до 214,6 тис.
За переписом 1959 р. найбільшими містами були Київ (1104,3 тис.) та Харків (934,1 тис.). На третє місце піднявся Донецьк (704,8 тис.), випередивши Одесу (667,2 тис.) та Дніпропетровськ (661,5 тис.). У Запоріжжі налічувалося 434,6 тис. жителів, у Львові 410,7 тис., у Кривому Розі 387,6 тис., у Макіївці 357,6 тис., у Горлівці 292,6 тис. Як і в 1939 р. найбільша концентрація великих міст була характерна для східних областей, 7 з 10 найбільших міст УРСР знаходилися там, зокрема 3 у Донецькій області.
Починаючи з 1960-х років прискорилися темпи зростання чисельності населення Києва, натомість значно зменшилися темпи у східних областях, особливо на Донбасі. Так, якщо в 1959 р. населення другого міста УРСР, Харкова, становило 85 % від населення Києва, то в 1989 р. тільки 62 %, населення Донецька — 64 % і 43 % відповідно. За переписом 1989 р. 10 міст України мали населення понад 500 осіб, зокрема Київ (2587,9 тис.), Харків (1610,0 тис.), Дніпропетровськ (1177,9 тис.), Одеса (1115,4 тис.), Донецьк (1109,1 тис.), Запоріжжя (883,9 тис.), Львів (790,9 тис.), Кривий Ріг (713,1 тис.), Маріуполь (518,9 тис.), Миколаїв (502,8 тис.).
Депопуляція, яка почалася в Україні з 1990-х років, призвела до зниження чисельності населення у багатьох містах, особливо східних. Станом на початок 2014 р. в Україні залишилося три міста-мільйонника: Київ (2868,7 тис.), Харків (1451,1 тис.) та Одеса (1017,0 тис.). Ще п'ять міст мають населення понад 500 тис. осіб: Дніпропетровськ (995,5 тис.), Донецьк (965,8 тис.), Запоріжжя (766,3 тис.), Львів (758,4 тис.), Кривий Ріг (654,9 тис.). До десятки найбільших міст увійшли також Миколаїв (494,9 тис.) та Маріуполь (480,4 тис.).

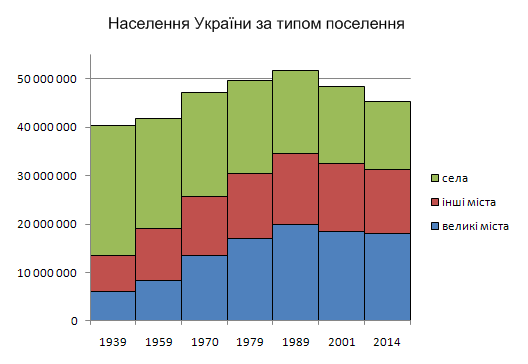
Розселення населення України в залежності від типу поселень

Історична динаміка кількості великих міст (з населення понад 100 тис.)
|               | 1897 | 1926 | 1939 | 1959 | 1970 | 1979 | 1989 | 2001 | 2014 |
| ------------- | ---- | ---- | ---- | ---- | ---- | ---- | ---- | ---- | ---- |
| 100—250 тис.  | 4    | 4    | 14   | 12   | 27   | 27   | 25   | 20   | 21   |
| 250—500 тис.  | 1    | 3    | 3    | 7    | 6    | 10   | 15   | 16   | 16   |
| 500—750 тис.  |      |      | 2    | 3    | 3    | 3    | 3    | 3    | 2    |
| 750—1000 тис. |      |      | 2    | 1    | 3    | 1    | 2    | 1    | 3    |
| > 1000 тис.   |      |      |      | 1    | 2    | 5    | 5    | 5    | 3    |
| всього        | 5    | 7    | 21   | 24   | 41   | 46   | 50   | 45   | 45   |

Протягом XX ст. більша частина приросту міського населення припадало на великі міста. Кількість міст із населенням понад 100 тис. на українських землях зросла з 5 у 1897 р. до 21 у 1939 р. і до 50 у 1989 р. Станом на 2014 р. таких міст налічувалося 45 і у них мешкало 57,8 % міського населення України.
|      | кількість великих міст | чисельність населення, тис. | % населення України |
| ---- | ---------------------- | --------------------------- | ------------------- |
| 1897 | 5                      | 1 103                       | 3,8                 |
| 1926 | 7                      | 1 929                       | 5,0                 |
| 1939 | 21                     | 6 092                       | 14,7                |
| 1959 | 24                     | 8 364                       | 20,0                |
| 1970 | 41                     | 13 479                      | 28,6                |
| 1979 | 46                     | 17 101                      | 34,4                |
| 1989 | 50                     | 19 881                      | 38,5                |
| 2001 | 45                     | 18 452                      | 38,1                |
| 2014 | 45                     | 18 103                      | 39,9                |

### Регіональна динаміка
Історична динаміка рівня урбанізації (частки міського населення) українських макрорегіонів, %:
|         | 1926 | 1939 | 1959 | 1970 | 1979 | 1989 | 2001 |
| ------- | ---- | ---- | ---- | ---- | ---- | ---- | ---- |
| захід   |      | 21,2 | 27,0 | 34,4 | 41,2 | 47,8 | 47,5 |
| центр   | 14,4 | 20,2 | 30,0 | 41,6 | 51,7 | 60,4 | 63,2 |
| південь | 29,5 | 36,7 | 48,6 | 57,1 | 62,8 | 66,4 | 65,6 |
| схід    | 25,1 | 60,3 | 73,9 | 78,4 | 81,7 | 84,2 | 83,9 |
| Україна | 19,2 | 33,5 | 45,7 | 54,5 | 61,3 | 66,9 | 67,2 |

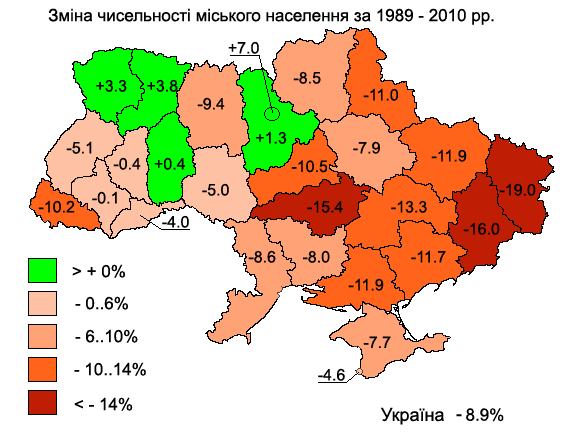
Зміна чисельності міського населення (1989—2010)

Рівень урбанізації населення України та її регіонів з 1926 р. (у сучасних кордонах областей), %
| область            | 1926  | 1939  | 1959  | 1970  | 1979  | 1989  | 2001  | 2014  |
| ------------------ | ----- | ----- | ----- | ----- | ----- | ----- | ----- | ----- |
| Вінницька          | 11,2  | 11,9  | 17,0  | 25,4  | 34,4  | 43,9  | 45,9  | 50,0  |
| Волинська          |       | 16,3  | 25,9  | 32,1  | 39,2  | 48,6  | 49,8  | 51,8  |
| Дніпропетровська   | 22,1  | 53,1  | 70,2  | 76,2  | 80,3  | 83,2  | 82,9  | 83,5  |
| Донецька           | 39,4  | 78,0  | 85,8  | 87,4  | 89,0  | 90,2  | 90,0  | 90,6  |
| Житомирська        | 16,3  | 20,5  | 25,8  | 34,9  | 43,9  | 52,9  | 55,6  | 58,4  |
| Закарпатська       |       |       | 28,8  | 29,7  | 36,7  | 40,7  | 36,7  | 36,8  |
| Запорізька         | 11,6  | 39,3  | 56,6  | 65,7  | 70,9  | 75,6  | 75,4  | 76,9  |
| Івано-Франківська  |       | 22,9  | 22,8  | 30,7  | 35,6  | 41,7  | 41,7  | 43,1  |
| Київська           | 9,0   | 12,2  | 25,5  | 35,7  | 45,0  | 53,3  | 57,2  | 61,6  |
| Кіровоградська     | 10,8  | 18,4  | 30,4  | 43,8  | 51,6  | 59,5  | 60,0  | 62,4  |
| Луганська          | 21,6  | 65,8  | 79,3  | 82,6  | 84,4  | 86,3  | 86,0  | 86,8  |
| Львівська          |       | 31,7  | 38,9  | 47,3  | 52,4  | 59,1  | 58,9  | 60,4  |
| Миколаївська       | 17,9  | 27,0  | 39,6  | 52,7  | 60,1  | 65,5  | 66,1  | 67,7  |
| Одеська            | 37,9  | 37,7  | 47,0  | 55,9  | 61,7  | 65,7  | 65,3  | 66,5  |
| Полтавська         | 12,4  | 20,2  | 29,7  | 39,8  | 49,5  | 56,1  | 58,2  | 61,2  |
| Рівненська         |       | 13,2  | 17,0  | 27,5  | 35,6  | 45,2  | 46,4  | 47,4  |
| Сумська            | 12,9  | 19,1  | 32,4  | 43,5  | 52,6  | 61,5  | 64,6  | 67,9  |
| Тернопільська      |       | 14,4  | 16,6  | 23,3  | 30,6  | 40,5  | 42,2  | 44,0  |
| Харківська         | 25,5  | 52,6  | 62,5  | 69,3  | 74,7  | 78,4  | 78,3  | 80,2  |
| Херсонська         | 13,6  | 22,5  | 49,3  | 53,9  | 57,7  | 61,1  | 59,9  | 61,0  |
| Хмельницька        | 11,4  | 11,8  | 19,0  | 26,7  | 35,4  | 47,1  | 50,7  | 55,5  |
| Черкаська          | 10,5  | 14,0  | 23,0  | 36,7  | 43,7  | 52,5  | 53,4  | 56,3  |
| Чернівецька        |       | 20,4  | 26,2  | 34,6  | 37,5  | 41,9  | 40,1  | 42,3  |
| Чернігівська       | 12,1  | 15,7  | 22,4  | 34,6  | 43,9  | 53,1  | 58,0  | 63,5  |
| м. Київ            | 100,0 | 100,0 | 100,0 | 100,0 | 100,0 | 100,0 | 100,0 | 100,0 |
| Крим і Севастополь | 46,3  | 52,1  | 64,5  | 63,2  | 66,1  | 69,3  | 67,2  | 67,4  |
| Україна            | 19,2  | 33,5  | 45,7  | 54,5  | 60,8  | 66,7  | 66,9  | 68,7  |

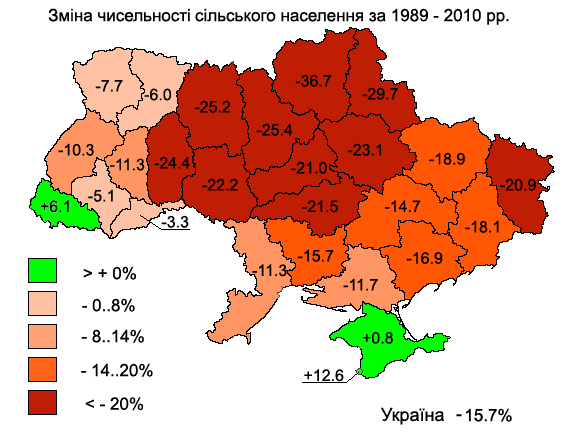
Зміна чисельності сільського населення (1989—2010)

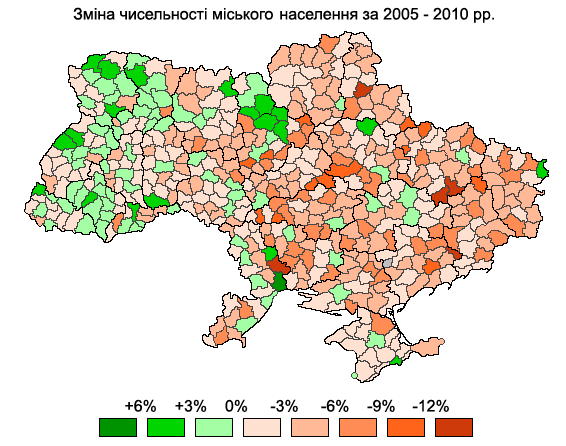
Зміна чисельності міського населення (2005—2010)

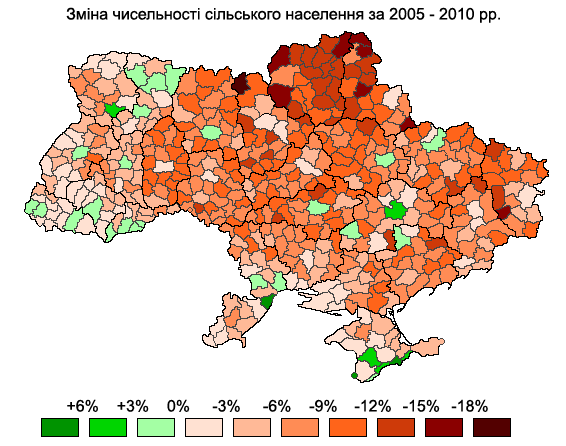
Зміна чисельності сільського населення (2005—2010)

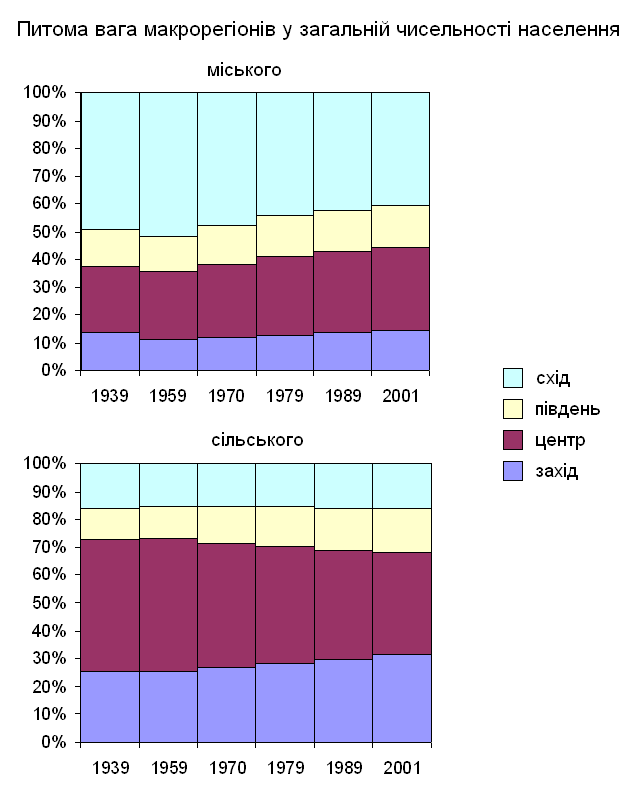
Питома вага макрорегіонів у чисельності міського та сільського населення

Розселення міського населення України за макрорегіонами за даними переписів, %:
|         | 1939 | 1959 | 1970 | 1979 | 1989 | 2001 |
| ------- | ---- | ---- | ---- | ---- | ---- | ---- |
| захід   | 13,6 | 11,0 | 11,7 | 12,5 | 13,5 | 14,0 |
| центр   | 24,2 | 24,4 | 26,5 | 28,4 | 29,6 | 30,5 |
| південь | 13,0 | 12,9 | 14,2 | 14,7 | 14,7 | 14,7 |
| схід    | 49,2 | 51,7 | 47,6 | 44,4 | 42,2 | 40,7 |

Розселення сільського населення України за макрорегіонами за даними переписів, %:
|         | 1939 | 1959 | 1970 | 1979 | 1989 | 2001 |
| ------- | ---- | ---- | ---- | ---- | ---- | ---- |
| захід   | 25,2 | 25,1 | 26,8 | 28,3 | 29,8 | 31,7 |
| центр   | 47,5 | 48,1 | 44,7 | 42,1 | 39,1 | 36,5 |
| південь | 11,2 | 11,5 | 12,8 | 13,8 | 15,1 | 15,9 |
| схід    | 16,1 | 15,4 | 15,7 | 15,8 | 16,0 | 16,0 |

## Альтернативна демографія
Соціальні катаклізми XX ст. призвели до значних втрат населення та істотного зниження демографічного потенціалу України. Існують оцінки гіпотетичної чисельності населення України на базі вікової структури населення на рубежі XIX і XX ст. у випадку відсутності соціальних потрясінь XX ст. але при збереженні фактичного терміну демографічного переходу. Гіпотетична чисельність населення України з урахування міграційного чинника станом на піковий 1993 рік у такому випадку була би на 69 % більше ніж фактична (51,9 млн осіб) і становила б 87,5 млн осіб, з урахуванням міграційного чинника — 81,2 млн осіб. За цією ж оцінкою гіпотетичне населення України у 2013 р. мало становити 73,0 — 79,1 млн осіб залежно від урахування міграційного приросту.
Загальні демографічні втрати (прямі і непрямі) оцінюються у 27,7 млн осіб. Найбільші демографічні втрати були наслідками Другої світової війни, Голодомору 1932—1933 рр., періоду Першої Світової та громадянської воєн 1914—1922 рр.
| період    | основні події                   | загальні втрати (прямі та непрямі), млн осіб | % від загальної чисельності втрат у соціальних катаклізмах |
| --------- | ------------------------------- | -------------------------------------------- | ---------------------------------------------------------- |
| 1910      | Епідемія холери                 | 0,72                                         | 2,6                                                        |
| 1914—1917 | Перша світова війна             | 3,49                                         | 12,6                                                       |
| 1918—1920 | Революція та громадянська війна | 3,79                                         | 13,7                                                       |
| 1921—1923 | Голод та громадянська війна     | 2,69                                         | 9,7                                                        |
| 1932—1933 | Голодомор                       | 5,79                                         | 20,9                                                       |
| 1937—1938 | «Великий терор»                 | 0,25                                         | 0,9                                                        |
| 1939—1945 | Друга світова війна             | 8,86                                         | 32,0                                                       |
| 1946—1947 | Голод                           | 0,80                                         | 2,9                                                        |

За даними іншого дослідження втрати населення України за 1900—1948 рр. становили 26,5 млн осіб, зокрема 20,7 млн — прямі людські втрати та 5,8 млн — дефіцит народжень внаслідок прямих втрат. Гіпотетична чисельність населення на 1949 р. — 62,5 млн осіб, на 74 % більше ніж фактична чисельність населення України в 1949 р., 36 млн осіб.
Демографічні втрати населення України у першій половині XX ст., млн осіб
|                                  | 1900—1913 | 1914—1917 | 1918—1923 | 1932—1934 | 1937—1940 | 1941—1945 | 1946—1948 | всього за 1900—1948 |
| -------------------------------- | --------- | --------- | --------- | --------- | --------- | --------- | --------- | ------------------- |
| втрати від підвищеної смертності | 0,3       | 1,3       | 2,3       | 4,0       | 0,3       | 6,5       | 0,4       | 15,1                |
| втрати від міграції              | 2,8       | 0,3       | 0,5       |           | 0,6       | 1,4       |           | 5,6                 |
| дефіцит народжень                | 0,1       | 1,4       | 1,1       | 1,0       |           | 2,2       |           | 5,8                 |
| загальні демографічні втрати     | 3,2       | 3,0       | 3,9       | 5,0       | 0,9       | 10,1      | 0,4       | 26,5                |

## Етномовна структура населення

### Національний склад
Етнічний склад населення України в сучасних кордонах (1897 — 2001 рр.),% (показані етноси, чисельність яких наприкінці 1920-х років перевищувала 1 % загальної чисельності населення)
|                    | 1897—1900 | 1926—1930 | 1959 | 1970 | 1979 | 1989 | 2001 |
| ------------------ | --------- | --------- | ---- | ---- | ---- | ---- | ---- |
| українці           | 72,0      | 74,8      | 76,8 | 74,9 | 73,6 | 72,7 | 77,8 |
| росіяни            | 8,8       | 8,1       | 16,9 | 19,4 | 21,1 | 22,1 | 17,3 |
| євреї              | 9,0       | 6,5       | 2,0  | 1,6  | 1,3  | 0,9  | 0,2  |
| поляки             | 4,4       | 5,4       | 0,9  | 0,6  | 0,5  | 0,4  | 0,3  |
| німці              | 2,1       | 1,5       | 0,1  | 0,1  | 0,1  | 0,1  | 0,1  |
| молдовани і румуни | 1,0       | 1,1       | 0,8  | 0,8  | 0,8  | 0,9  | 0,8  |
| інші               | 2,7       | 2,7       | 2,2  | 2,6  |      | 3,0  | 3,1  |

|               |  |                      |  |
| Україна, 2001 |  | Українська СРР, 1926 |  |

### Мовний склад
Рідна мова населення України за переписами
|                 | 1897—1900 | 1920—1926 | 1959 | 1970 | 1979 | 1989 | 2001 |
| --------------- | --------- | --------- | ---- | ---- | ---- | ---- | ---- |
| українська мова | 70,7      | 71,3      | 73,0 | 69,4 | 66,4 | 64,7 | 67,5 |
| російська мова  | 9,6       | 11,9      | 24,3 | 28,1 | 31,3 | 32,8 | 29,6 |
| інша мова       | 19,7      | 16,8      | 2,7  | 2,5  | 2,3  | 2,4  | 2,5  |

|               |  |            |  |
| Україна, 2001 |  | УСРР, 1926 |  |

## Освіта
На початку 1880-х років рівень грамотності населення, що визначався як вміння читати, в українських губерніях Російської імперії не перевищував 10 %. Серед сільського населення Чернігівської губернії грамотними були 5,3 %, Полтавської і Харківської 6 — 6,2 %. Серед новобранців, прийнятих на військову службу в 1870—1880 рр. грамотними були 1/7 частина, у 1894 р. — кожен третій.
Рівень грамотності серед новобранців, прийнятих на військову службу, %
|                  | 1874- 1883 | 1894 | 1904 |
| ---------------- | ---------- | ---- | ---- |
| Волинська        | 12         | 22   | 35   |
| Катеринославська | 18         | 35   | 62   |
| Київська         | 14         | 28   | 48   |
| Подільська       | 11         | 24   | 43   |
| Полтавська       | 13         | 37   | 58   |
| Таврійська       | 24         | 45   | 66   |
| Харківська       | 14         | 30   | 54   |
| Херсонська       | 24         | 38   | 58   |
| Чернігівська     | 19         | 40   | 64   |

За переписом 1897 р. в українських губерніях Російської імперії рівень грамотності серед населення у віці від 9 до 45 років становив 27,9 %. Серед чоловіків грамотними були 41,7 %, серед жінок тільки 14,0 %. Серед міського населення — 53,9 %, серед сільського 23,5 %. Найвищий рівень грамотності в 1897 р. було зафіксовано серед міських чоловіків (65,1 %), найнижчий — серед сільських жінок (9,8 %).
Перша половина XX ст. відзначалася швидким зростанням рівня освіти населення. У 1920 р. майже половина населення України у віці 9—45 років вміла читати. За переписом 1926 р. рівень грамотності в УРСР становив вже 63,6 %, зокрема серед міського населення 82,1 %, серед сільського 58,7 %. Рівень грамотності серед чоловіків (81,1 %) продовжував значно випереджати рівень жіночого населення (47,2 %). Рівень грамотності міських чоловіків у 1926 р. становив 90,0 %, тоді як сільських жінок тільки 40,3 %.
Історична динаміка рівня грамотності населення України у віці 9—45 років за переписами, %
|      | все населення | чоловіки | жінки |
| ---- | ------------- | -------- | ----- |
| 1897 | 27,9          | 41,7     | 14,0  |
| 1926 | 63,6          | 81,1     | 47,2  |
| 1939 | 88,2          | 93,9     | 82,9  |
| 1959 | 99,1          | 99,6     | 98,8  |
| 1970 | 99,8          | 99,8     | 99,9  |

За переписом 1939 р. грамотними були 88,2 % населення УРСР у віці 9—45 років, зокрема 94,2 % міського та 85,0 % сільського. Рівень освіти чоловіків та жінок продовжував зближуватися, грамотність серед них становила 93,9 % і 82,9 % відповідно. За переписом 1959 р. грамотність населення УРСР становила 99,1 %, за переписом 1970 р. — 99,8 %. Практично зникли відмінності у рівні грамотності міського та сільського населення, а також чоловіків і жінок.
Частка неграмотних серед різних демографічних груп за переписами 1897—1970 рр., %
|                    | 1897 | 1926 | 1939 | 1959 | 1970 |
| ------------------ | ---- | ---- | ---- | ---- | ---- |
| все населення      | 72,1 | 36,4 | 11,8 | 0,9  | 0,2  |
| чоловіки           | 58,3 | 18,9 | 6,1  | 0,4  | 0,2  |
| жінки              | 86,0 | 52,8 | 17,1 | 1,2  | 0,1  |
| міське населення   | 46,1 | 17,9 | 5,8  | 0,9  | 0,1  |
| міські чоловіки    | 34,9 | 10,0 | 2,4  | 0,3  | 0,1  |
| міські жінки       | 59,2 | 25,8 | 9,0  | 1,3  | 0,1  |
| сільське населення | 76,5 | 41,3 | 15,0 | 0,9  | 0,3  |
| сільські чоловіки  | 62,6 | 21,4 | 8,1  | 0,5  | 0,3  |
| сільські жінки     | 90,2 | 59,7 | 21,5 | 1,1  | 0,3  |

За переписом 1939 р. 12,0 % населення УРСР мали середню або вищу освітку. У 1959 р. цей показник зріс до 37,3 %, у 1970 р. до 49,4 %. У 1979 р. середню або вищу освіту мали 63,1 % населення, у 1989 р. — 73,1 % населення, у 2001 р. — 82,2 % населення.
Рівень освіти населення України за переписами (на 1000 осіб)
|      | повна вища | неповна вища | повна середня | базова середня | початкова |
| ---- | ---------- | ------------ | ------------- | -------------- | --------- |
| 1959 | 21         | 55           | 64            | 233            | 299       |
| 1970 | 40         | 79           | 138           | 236            | 278       |
| 1979 | 65         | 119          | 225           | 222            | 252       |
| 1989 | 95         | 179          | 285           | 172            | 203       |
| 2001 | 136        | 177          | 349           | 160            | 142       |